# 日本の小説家一覧
日本の小説家一覧（にほんのしょうせつかいちらん）は、日本の小説家の一覧。
- 時代小説作家は、時代小説・歴史小説作家一覧を参照。
- 戦記作家は、戦記作家一覧を参照。
- 架空戦記作家は、架空戦記作家一覧を参照。
- 官能小説家は、官能小説家一覧を参照。
- 推理作家は、推理作家一覧を参照。
- SF作家は、SF作家一覧を参照。
- 怪奇小説作家は、怪奇小説作家一覧を参照。
- ホラー作家は、ホラー作家一覧を参照。
- 旅行作家は、旅行作家を参照。
- ファンタジー作家は、ファンタジー作家一覧を参照。
- 児童文学作家は、児童文学作家一覧を参照。
- ライトノベル作家は、ライトノベル作家一覧を参照。
- ボーイズラブ小説家は、ボーイズラブ小説家一覧を参照。
- 日本のスペクタクル・アクション作家は、日本のスペクタクル・アクション作家一覧を参照。
- 冒険小説作家は冒険小説を参照。

| 目次 | 目次 | 目次 | 目次 | 目次 | 目次 | 目次 | 目次 | 目次 | 目次 | 目次 |
| ---- | ---- | ---- | ---- | ---- | ---- | ---- | ---- | ---- | ---- | ---- |
| わ   | ら   | や   | ま   | は   |      | な   | た   | さ   | か   | あ   |
|      | り   |      | み   | ひ   |      | に   | ち   | し   | き   | い   |
| を   | る   | ゆ   | む   | ふ   |      | ぬ   | つ   | す   | く   | う   |
|      | れ   |      | め   | へ   |      | ね   | て   | せ   | け   | え   |
| ん   | ろ   | よ   | も   | ほ   |      | の   | と   | そ   | こ   | お   |

## あ行

### あ
- 相内凪
- 藍内友紀
- 相生生音
- 藍生有（あいおゆう）
- 愛川晶
- 相川英輔
- 藍川京
- 相川黒介（あいかわくろすけ）
- 藍川慶次郎（あいかわけいじろう）
- 哀川譲
- 相川真（あいかわしん）
- 藍川竜樹（あいかわたつき）
- 阿井景子
- 逢坂冬馬
- 藍沢羽衣
- 藍沢今日
- 相沢砂呼
- 相島巻（あいしままき）
- 阿井渉介
- 逢空万太
- 英田サキ
- 愛七ひろ
- 相場英雄
- 相羽鈴（あいばりん）
- 相原あきら
- 相原大輔
- 相星雅子
- あいま祐樹
- 相見とし子
- 逢見るい
- 饗庭篁村
- 饗庭淵（あえばふち）
- あおい
- 葵東
- 蒼井上鷹
- 青井硝子
- 葵せきな
- 青井夏海
- 蒼井碧
- 蒼井雄
- 蒼井凜花（あおいりんか）
- 青木和
- 青木和雄
- 青木健作
- 青木淳悟
- 青木潤太郎
- 青木智彦（あおきともひこ）
- 青木基行（あおきもとゆき）
- 青木八束→田村孟を参照
- 青木祐子
- 青崎有吾
- あおしまたかし
- 青島もうじき
- あおぞら鈴音
- 青波杏（あおなみあん）
- 碧野圭
- 青野聰
- 青葉奈々
- 青羽悠
- 青橋由高
- 蒼村狼（あおむらろう）
- 青柳碧人
- 青柳友子
- 青山えりか
- 青山季市（あおやまきいち）
- 青山光二
- 青山サグ
- 青山真治
- 青山智樹（あおやまともき）
- 青山七恵
- 青山文平
- 青山有
- 青谷真未（あおやまみ）
- Mio Aoyama
- 青山美智子
- 赤井三尋
- 赤江瀑
- 赤垣風遊夫（あかがきふゆお）
- 赤川次郎
- 赤木駿介
- 赤城毅
- 赤城大空
- 赤木由子
- 赤坂真理
- 赤坂三好
- 赤座憲久
- 赤澤竜也
- 明石散人
- 赤瀬川原平
- 赤瀬川隼
- 赤染晶子
- 赤月カケヤ
- 暁佳奈
- 明月千里
- 暁なつめ
- 暁雪
- あかつきゆきや
- 赤月黎（あかつきれい）
- 朱時卍時
- 茜灯里
- 茜屋まつり
- 赤野工作
- 赤羽末吉
- 赤羽尭
- 赤羽建美
- 赤福大和
- 赤星香一郎
- あかほりさとる
- 赤間倭子
- 赤松中学
- 赤松光夫
- 赤松利市
- 赤松りかこ
- 阿川佐和子
- 阿川せんり
- 阿川大樹
- 阿川弘之
- 安芸一穂（あきいちほ）
- 秋保水菓
- 秋尾秋（あきおあき）
- 秋川滝美
- 秋木真
- 秋口ぎぐる
- あきさかあさひ
- 阿木慎太郎
- 秋田雨雀
- 秋タカシ
- 秋竹サラダ
- 秋田みやび
- 秋田禎信
- 秋月こお→たつみや章を参照
- 秋月達郎
- 秋月ひろ
- 秋月涼介
- 秋津透
- 顎木あくみ
- 秋杜フユ（あきとふゆ）
- 秋永芳郎（あきながよしろう）
- 秋梨惟喬
- 秋葉千景
- 秋野ひとみ
- 秋庭俊
- 亜木冬彦（あぎふゆひこ）
- 秋水（あきみ）
- 秋目人
- 秋元康
- 秋山香乃
- 秋山完
- 秋山大事（あきやまだいじ）
- 秋山瑞人
- 秋山康郎（あきやまやすろう）
- 秋山慶彦（あきやまよしひこ）
- 秋谷りんこ（あきやりんこ）
- 阿木燿子
- 秋吉敦貴
- 秋吉理香子
- 日日日
- 安居院晃
- 芥川耿子
- 芥川龍之介
- 阿久悠
- 明智抄
- 朱野帰子
- 明野照葉
- 浅井圭（あざいけい）
- 朝井まかて
- 朝井リョウ
- 浅井ラボ
- アサウラ
- 浅尾大介
- 浅香晶
- 朝香式
- 朝香祥
- 麻加朋
- 淺川継太
- 浅川じゅん（あさかわじゅん）
- 浅川美也
- 浅黄斑
- 麻木未穂
- 朝霧カフカ
- 朝霧咲（あさぎりさく）
- あさぎり夕
- 浅倉秋成
- 朝倉勇
- 朝倉かすみ
- 浅倉卓弥
- 朝倉宏景
- 浅暮三文
- 朝倉佑弥
- 朝里樹
- 浅沢英（あさざわえい）
- 麻沢奏（あさざわかな）
- 浅田耕三（あさだこうぞう）
- 浅田次郎
- 浅田宗一郎（あさだそういちろう）
- 阿佐田哲也 → 色川武大を参照。
- 浅田晃彦
- 浅田靖丸
- 浅月そら→宮澤真一を参照
- 朝月美姫（あさつきみき）
- 安里アサト
- 淺沼広太
- あさのあつこ
- あざの耕平
- あさのハジメ
- 浅野文月
- 浅野裕子
- あさのますみ
- 浅ノ宮遼
- 朝野敬（あさのゆき）
- 浅野里沙子
- 浅葉なつ（あさばなつ）
- 浅原六朗
- 朝比奈愛子
- 朝比奈秋
- 朝比奈あすか
- 朝吹真理子
- 麻布競馬場
- 朝松健
- 麻見和史
- 麻宮楓
- 浅海ユウ（あさみゆう）
- 朝山蜻一
- 芦川淳一
- 芦沢央
- 足塚鰯
- 芦原瑞祥（あしはらずいしょう）
- 芦原すなお
- 葦原青
- 芦辺拓
- 芦間圭
- 蘆谷蘆村
- 堊城白人
- 飛鳥井千砂
- 明日香々一
- あすか正太
- 飛鳥高
- 飛鳥部勝則
- 阿月まひる（あずきまひる）
- 梓（小説家）
- 梓林太郎
- 梓澤要
- 安土弁（あずちべん）
- 東浩紀
- 東亮太
- あずみ圭
- 安曇潤平
- 安住洋子
- 阿泉来堂（あずみらいどう）
- あせごのまん
- 麻生幾
- 麻生俊平
- 麻生荘太郎
- 麻生千晶
- 化野燐
- 足立明
- アダチアタル
- 足立卷一
- 足立紳
- 安達征一郎
- 安達千夏
- 足立陽
- 安達瑶
- 新八角
- 安壇美緒
- 阿智太郎
- 阿津川辰海
- 熱田五郎
- 安土敏
- 東直己
- 東秀紀
- 東義久
- 渥美饒児
- あづみれいか
- 阿刀田高
- 阿南哲郎
- アニッキーブラッザー
- 姉小路祐
- アネコユサギ
- 安能務
- アバタロー
- 安引宏
- 我孫子毅
- 我孫子武丸
- 阿武天風
- 阿部暁子
- 阿部昭
- 阿部和重
- 阿部考二
- 安部公房
- 阿部智
- 安部譲二
- 安倍慎一
- 安倍季雄
- 阿部智里
- 阿部知二
- 阿部夏丸
- 安倍飛翔
- あべ弘士
- 阿部牧郎
- 阿部光子
- 阿部陽一
- 阿部よしこ（あべよしこ）
- 安部龍太郎
- 安倍若菜
- あまうい白一
- 甘糟幸子
- 雨川水海
- 天城ケイ
- 雨木シュウスケ
- 天樹征丸→樹林伸を参照
- 天城一
- 天酒之瓢
- あまさきみりと
- 天沢彰
- 天沢退二郎
- アマサワトキオ
- 天沢夏月
- 天瀬裕康
- 数多久遠
- 天那光汰
- 天沼春樹
- 天音マサキ
- 天音美里（あまねみさと）
- 天祢涼
- 天野暁月
- 天野作市
- 天野頌子
- 天野純希
- 天野節子
- 天埜冬景
- 天埜裕文
- 天野都
- 天野優志
- 尼野ゆたか
- 天原聖海
- 天宮伊佐（あまみやいさ）
- 雨宮処凛
- 天宮響一郎（あまみやきょういちろう）
- 雨宮諒
- 雨森零
- 雨森たきび
- アマラ
- あまんきみこ
- 安萬純一
- 阿見宏介
- 網野菊
- 編乃肌
- 雨川恵
- 雨野智晴
- 雨宮町子（あめみやまちこ）
- 飴村行
- 天羽沙夜
- あもんでろ
- Ayaka.
- 綾崎隼
- 彩坂美月
- 綾里けいし
- 彩瀬まる
- 綾辻行人
- 綾見洋介
- あやめゆう
- 彩本和季（あやもとかずき）
- 鮎川哲也
- 新井克昌
- 新井紀一
- 新井淳平
- 新井輝
- 新井政彦
- 新井満
- 新井素子
- あらいりゅうじ
- 新垣美登子
- 新樫樹（あらかしいつき）
- 荒川法勝
- 荒川佳夫（あらかわよしお）
- 荒木あかね
- 新城明
- 荒木源
- 新木伸
- 荒木スミシ
- 荒木巍
- 荒崎一海（あらさきかずみ）
- 新沢克海
- 嵐山光三郎
- 嵐山鐵
- 新胡桃
- 荒巻義雄
- 荒俣宏
- 荒松雄（新谷 識 しんたに しき）
- 阿羅本景
- 荒山徹
- 阿澄思椎（あらんすみしー）
- 有明夏夫
- 有賀一善
- 有川浩
- 有里紅良
- 有沢佳映
- 有沢まみず
- 有島武郎
- 有栖川有栖
- ありす・で・ありす
- 在原竹広
- 有間カオル
- 有馬美季子
- 有馬頼義
- 有吉佐和子
- 有吉玉青
- 淡里茉莉子
- 安房直子
- 泡坂妻夫
- 淡島寒月
- 淡路帆希
- あわむら赤光
- 安斎あざみ
- 安西篤子
- 安生正
- 庵田定夏
- 安堂ホセ
- 安藤英男
- 安東みきえ
- 安藤美紀夫
- 安道やすみち
- 安藤祐介
- 安藤由希
- 安東能明
- 安野貴博
- 庵野ゆき（あんのゆき）
- あんびるやすこ

### い
- 飯尾憲士
- 伊井圭
- 飯沢匡
- 飯嶋和一
- 飯島一次（いいじまかずつぐ）
- 飯島多紀哉
- 飯田章
- 飯田譲治
- 飯田智（いいだとも）
- 飯田政良
- 飯田雪子
- 飯田栄彦
- 飯塚朝美
- 飯塚健
- 伊井直行
- 飯野和好
- 飯野笙子（いいのしょうこ）
- 飯野文彦
- 井内秀治
- 家木伊吹（いえきいぶき）
- 家坂洋子（いえさかようこ）
- 家田荘子
- 井江春代
- 家村耕（いえむらこう）
- 伊岡瞬
- 五百香ノエル
- 井岡道子
- 筏田かつら
- 伊兼源太郎
- 五十崎由記（いかざきゆき）
- 伊神貴世
- 五十嵐佳子
- 五十嵐貴久
- 五十嵐均
- 五十嵐美怜（いがらしみさと）
- 五十嵐雄策
- 五十嵐律人
- 碇卯人→鳥飼否宇を参照
- 碇義朗
- 斑鳩サハラ
- 井川香四郎
- 壱岐光生
- 生島治郎
- 幾瀬勝彬
- 生田紗代
- 生田直親
- 井口朝生
- 井口恵之
- 井口元一郎
- 井口ひろみ
- 幾原邦彦
- 生馬直樹（いくまなおき）
- 幾谷正
- 池井戸潤
- 池内昭一（いけうちしょういち）
- 生垣真太郎
- 池上永一
- 池上司
- 池澤夏樹
- 池田あきこ
- 池田朝佳
- 池田大作
- 池田得太郎
- 池田久輝
- 池田平太郎（いけだへいたろう）
- 池田まき子
- 池田満寿夫
- 池田みち子
- 池田美代子
- 池田雄一
- 池永陽
- 井鯉こま
- 伊郷ルウ（いごうるう）
- 生駒忠一郎（いこまちゅういちろう）
- 池波正太郎
- 池端洋介（いけはたようすけ）
- 池端亮（いけはたりょう）
- 池宮彰一郎
- 井口朝生
- ヰ坂暁（いさかあきら）
- 伊坂幸太郎
- 射逆裕二
- いさき玲衣
- 伊佐山ひろ子
- 伊佐良紫築
- 井沢満
- 井沢元彦
- 伊沢由美子
- 石井光太
- いしいしんじ
- 石井仁蔵（いしじんぞう）
- 石井代蔵
- 石井竜生
- 石井敏弘
- 石井博
- 石井睦美
- 石井桃子
- 石井遊佳
- 石上玄一郎
- 石川英輔
- 石川渓月
- 石川桂郎
- 石川淳
- 石川真介
- 石川喬司
- 石川達三
- 石川智健
- 石川宏千花
- 石川宗生
- 石川博品
- 石川光男
- 石川ユウヤ
- 石川能弘
- いしき蒼太
- 石黒耀
- 石黒佐近
- 石黒達昌
- 石黒都記子
- 石坂洋次郎
- 石崎幸二
- 石崎洋司
- 石沢英太郎
- 石沢麻依
- 石澤小枝子
- 石月正広（いしずきまさひろ）
- 石田衣良
- 石平ひかり
- 石田香織
- 石田夏穂
- 石田千
- 石田泰照
- 石塚喜久三
- 石塚友二
- 石飛卓美
- 石野晶
- 石野径一郎
- 石橋思案
- 石橋忍月
- 石浜金作
- 石原慎太郎
- 石原宙
- 石原てるこ
- 石原燃
- 石原典子
- 石原藤夫
- 石松愛博
- 伊島りすと（いじまりすと）
- 石踏一榮
- 石牟礼道子
- 石持浅海
- 石森延男
- 石山雄規
- 伊集院静
- 維住玲子
- 柞刈湯葉
- 泉
- イズミエゴタ
- 泉和良
- 和泉桂
- 泉啓子（いずみけいこ）
- 泉鏡花
- 泉久恵（いずみひさえ）
- 伊隅桂馬（いすみけいま）
- 泉サリ（いずみさり）
- 泉淳（いずみじゅん）
- 泉清風
- 泉大八
- 泉名月
- 泉秀樹
- 泉美木蘭
- 和泉祐司（いずみゆうじ）
- 泉ゆたか
- 五十公野清一
- 伊勢ネキセ
- 伊勢英子
- 伊勢谷武（いせやたける）
- 磯崎憲一郎
- 磯崎なお（いそざきなお）
- 磯みゆき
- 依空まつり
- 伊園旬
- 板垣昭一
- 板倉俊之
- 板坂康弘
- 板坂耀子
- 井谷昌喜
- 伊多波碧（いたばみどり）
- 伊丹央
- 市井豊
- 市川沙央
- 市川朔久子
- 市川しのぶ
- 市川拓司
- 市川環
- 市川哲也
- 市川宣子
- 市川憂人
- 一木けい
- 伊地知進
- 一条明
- 一条栄子
- 一条さゆり
- 一条岬
- 一条由吏
- 一田和樹
- 壱日千次
- 一ノ瀬綾
- 一之瀬六樹
- 市原佐都子
- 市原麻里子（いちはらまりこ）
- 一原みう
- 市原麟一郎
- 一穂ミチ
- 一路晃司
- 樹月弐夜
- 五木寛之
- 逸木裕
- 井辻朱美
- 一色銀河
- 井出千昌
- 井出孫六
- 井手雅人
- 伊藤朱里
- 伊藤永之介
- 伊藤和則
- 伊東京一
- 伊藤桂一
- 伊藤計劃
- 伊藤榮
- 伊藤左千夫
- 伊東潤
- 伊藤整
- いとうせいこう
- 伊藤貴麿
- 伊藤たかみ
- 伊東ちはや
- いとうのぶき
- 伊藤秀男
- 伊藤英彦（いとうひでひこ）
- 伊藤ヒロ
- いとうひろし
- 伊藤浩士
- 伊藤比呂美
- 伊東麻紀（いとうまき）
- いとうみく
- 伊藤操
- 伊藤充子（いとうみちこ）
- 伊藤三男（いとうみつお）
- 伊藤致雄
- 伊藤遊
- いとう由貴（いとうゆき）
- 井戸川射子
- 糸緒思惟
- 糸森環（いともりたまき）
- 絲山秋子
- 稲垣足穂
- 稲垣昌子
- 井中だちま
- 稲沢潤子
- 稲田幸久
- 稲庭桂子
- 稲葉真弓
- 稲葉稔
- 稲見一良
- 稲吉紘実
- 乾くるみ
- 乾石智子
- 乾荘次郎
- いぬいとみこ
- 戌井猫太郎
- 乾浩（いぬいひろし）
- 乾ルカ
- 乾緑郎
- 犬甘あんず（いぬかいあんず）
- 狗飼恭子
- 犬養智子
- 犬飼ねこそぎ
- 犬養道子
- 犬飼六岐
- 犬村小六
- いぬじゅん
- 井上亜樹子
- 井上荒野
- 井上宮
- 井上先斗（いのうえさきと）
- 井上淳
- 井上堅二
- 井上剛
- 井上尚登
- 井上ねこ
- 井上ひさし
- 伊野上裕伸
- 井上ほのか（いのうえほのか）
- 井上雅彦
- 井上真偽
- 井上光晴
- 井上靖
- 井上悠宇（いのうえゆう）
- 井上祐美子
- 井上夢人
- 井上凛
- 井上林子（いのうえりんこ）
- 稲生平太郎→横山茂雄を参照
- 猪野清秀
- 猪野省三
- 伊野隆之
- 井ノ部康之
- 祈みさき（いのりみさき）
- 井原忠政
- 井原哲夫
- 井原まなみ
- 伊吹亜門
- 伊吹契
- 伊吹昭（いぶきしょう）
- 伊吹秀明
- 伊吹巡
- 伊吹有喜
- 井伏鱒二
- 伊坊榮一→本座栄一を参照
- 今井泉
- 今井絵美子
- 今井恭子
- 今井邦子
- 今井誉次郎
- 今井雅子
- 今江祥智
- 今川徳三
- 今田隆文→七月隆文を参照
- 今西祐行
- 今西乃子
- 今村葦子
- 今邑彩
- 今村翔吾
- 今村夏子
- 今村昌弘
- 今村了介
- 今森光彦
- 井村恭一
- 李良枝
- 伊与原新
- 入江敦彦
- 入江君人
- 入江好之
- 入間人間
- 色川武大
- 岩井圭也
- 岩井恭平
- 岩井志麻子
- 岩井三四二
- 岩神愛
- 岩上智一郎
- 岩上安身
- 岩木一麻
- 岩城けい
- 岩木章太郎（いわきしょうたろう）
- 岩崎京子
- 岩崎栄
- 岩崎正吾
- 岩城裕明
- 岩崎夏海
- 岩坂恵子
- 岩崎究香
- 岩崎リズ
- 岩貞るみこ
- 岩佐まもる
- 岩下俊作
- 岩瀬成子
- 岩田洋希
- 岩柄イズカ
- 岩波零（いわなみりょう）
- 岩野泡鳴
- 岩橋邦枝
- いわむらかずお
- 岩本薫
- 岩本隆雄
- 岩本敏男
- 岩森道子

### う
- うえお久光
- 宇江佐真理
- 上沢謙二
- 上杉那郎
- 上栖綴人
- 上田秋成
- 上田健次（うえだけんじ）
- 上田聡子
- 上田早夕里
- 上田志岐
- 上田岳弘
- 上田秀人
- 植田文博
- うえだ真由（うえだまゆ）
- 植田至紀
- 上野歩
- 上野哲也
- 上野ゆかり
- 上野瞭
- 上橋菜穂子
- 上畠菜緒（うえはたなお）
- 上原りょう
- 植松二郎
- 植松三十里
- 植松要作
- うえむらちか
- 魚住直子
- 魚住ユキコ
- 魚住陽子
- 魚住僚→ツインテールを参照
- 浮穴みみ
- 雨穴
- うさぎやすぽん
- 宇佐美まこと
- 宇佐美游
- 宇佐見りん
- 氏家仮名子（うじいえかなこ）
- 潮寒二
- 宇治薫
- 牛島信
- 牛島春子
- 薄井ゆうじ
- 臼井吉見
- 薄田斬雲
- 宇田川優子（うだがわゆうこ）
- 歌代朔（うたしろさく）
- 歌鳥
- 歌野晶午
- 打海文三
- 打木村治
- 内田俊
- 内田春菊
- 内田聖子
- 内田庶
- 内田百閒
- 内田弘樹
- 内田幹樹
- 内田康夫
- 内田莉莎子
- 内田麟太郎
- 内田魯庵
- 内舘牧子
- 内堀優一
- 内村幹子（うちむらみきこ）
- 内山純
- 内山登美子
- 内山靖二郎
- 宇津木健太郎（うつぎけんたろう）
- 空木春宵
- 宇月原清明
- 兎月山羊
- 兎月竜之介
- 宇津田晴
- うつみ宮土理
- 内海隆一郎
- 宇津呂鹿太郎
- 右薙光介
- 海原育人
- 宇野和子（うのかずこ）
- 宇能鴻一郎
- 宇野浩二
- 宇野千代
- 宇野朴人
- 冲方丁
- 海月ルイ
- 海猫沢めろん
- 海野碧
- 梅崎春生
- 梅田晴夫
- 梅田香子
- 梅原克文
- 梅原稜子
- 梅村崇
- 梅本育子
- 梅本弘
- 宇山佳佑
- 宇山翠
- 浦賀和宏
- 浦田かず
- 浦浜圭一郎
- 漆原智良
- 漆原雪人
- 嬉野秋彦
- うれま庄司
- 虚淵玄
- 海野謙四郎（うんのけんしろう）
- 海野十三

### え
- 江上剛
- 江川晴
- 江口渙
- 江國香織
- 江坂純（えさかじゅん）
- 江坂遊
- 江崎惇
- 江崎俊平
- 江崎雪子（えざきゆきこ）
- 江副信子（えぞえのぶこ）
- えぞぎんぎつね
- 枝松蛍
- 榎田ユウリ
- 越後屋
- 越前魔太郎
- えとう乱星
- 江戸川乱歩
- 絵戸太郎
- エドワード・スミス
- 江夏美好
- 江波光則
- 榎木洋子
- 榎本快晴（えのもとかいせい）
- 江波戸哲夫
- 海老沢泰久
- 恵比寿清司
- 海老名香葉子
- 海老名龍人
- F（えふ）
- 江馬修
- 江見水蔭
- 江宮隆之
- エムナマエ
- 江本マシメサ
- 江森備（えもりそなえ）
- 円城塔
- 円地文子
- 遠藤明範
- 遠藤かたる（えんどうかたる）
- 遠藤公男
- 遠藤彩見
- 遠藤栄
- 遠藤周作
- 遠藤武文
- 遠藤徹
- 遠藤寛子
- 遠藤文子（えんどうふみこ）
- 円堂豆子（えんどうまめこ）

### お
- オーガニックゆうき
- 及川和男
- 扇智史
- 旺季志ずか
- 仰木日向
- 逢坂剛
- 王雀孫
- 王城夕紀
- 王谷晶
- 近江泉美（おうみいずみ）
- 王領寺静→藤本ひとみを参照
- 大池唯雄
- 大石英司
- 大石圭
- 大石千代子
- 大石直紀
- 大石真
- 大泉芽衣子
- 大泉りか
- 大内美予子
- 大海赫
- 大江健三郎
- 大江賢次
- おおえひで
- 大岡玲
- 大岡昇平
- 大神晃（おおがみこう）
- 大川悦生
- 大川タケシ
- 大木亜希子
- 大木雄二
- 大樹連司
- 大凹友数
- 大久保智弘
- 大倉崇裕
- 大倉燁子
- 大蔵宏之
- 大倉らいた
- 大栗丹後
- 大河内一楼
- 大河内常平
- 大阪圭吉
- 大崎アイル
- 大崎梢
- 大崎善生
- 大迫倫子
- 大沢在昌
- 大路和子（おおじかずこ）
- 大下宇陀児
- 大下英治
- 大島清昭（おおしまきよあき）
- 大島昌宏
- 大島真寿美
- 太田愛
- 大滝瓶太
- 太田經子
- 大竹昭子
- 太田紫織
- 太田忠司
- 大谷朝子
- 大谷晃一
- 大谷藤子
- 大谷美和子（おおたにみわこ）
- 大谷睦
- 大谷羊太郎
- 太田治子
- 大田洋子
- 太田蘭三
- 大塚篤子（おおつかあつこ）
- 大塚已愛
- 大塚英志
- 大塚楠緒子
- 大塚雅春
- 大塚勇三
- 大槻ケンヂ
- 大坪砂男
- 大鶴義丹
- 大伴昌司
- 緒音百（おおともも）
- 鳳乃一真
- 大西赤人
- 大西科学
- 大西巨人
- 大西伝一郎
- 大西智子
- 大貫晶川（おおぬきしょうせん）
- 大沼紀子
- 大野木寛
- おおのこうへい
- 大野敏哉
- 大庭桂
- 大庭さち子
- 大庭鉄太郎
- 大庭みな子
- 大場惑
- 大橋乙羽
- 大橋崇行
- 大濱普美子
- 大濱真対
- 大林清
- 大林利江子
- 大原興三郎（おおはらこうざぶろう）
- 大原富枝
- 大原まり子
- 大平陽介
- 大仏見富士
- 大村芳弘（おおむらよしひろ）
- 大森兄弟
- 大森藤ノ
- 大村麻梨子
- 大村友貴美
- 大森黎
- 大藪春彦
- 大山淳子
- 大山誠一郎
- 大山尚利
- 岡井崇
- 岡江多紀
- 岡崎琢磨
- おかざき登
- 岡崎隼人
- 岡崎久彦
- 岡崎ひでたか
- 岡崎弘明
- 岡崎裕信
- 岡沢ゆみ
- 小笠原京→小笠原恭子を参照
- 小笠原慧 → 岡田尊司を参照
- 岡篠名桜
- 岡嶋二人
- 丘修三
- 岡田依世子（おかだいよこ）
- 岡田貴久子
- 岡田三郎
- 緒方志乃（おがたしの）
- 岡田淳
- 岡田純也
- 岡田伸一（おかだしんいち）
- 岡田鯱彦
- 岡田尊司
- 岡田なおこ
- 岡田日出子
- 岡田秀文
- 岡田麿里
- 岡田美知代
- 岡田みゆき
- 岡田八千代
- 岡田好恵
- 緒方康生（おがたやすお）
- 岡野薫子
- 岡信子
- 岡野麻里安
- 丘野ゆうじ
- 岡部えつ
- 岡部史
- 岡松和夫
- 丘美丈二郎
- 丘紫真璃
- 岡本かの子
- 岡本綺堂
- 岡本賢一
- 岡本さとる
- 岡本千紘（おかもとちひろ）
- 岡本文良
- 岡本良雄
- 岡本好古
- おかゆまさき
- 小川一水
- 小川糸
- 小川内初枝
- 小川勝己
- 小川国夫
- 緒川怜
- 小川哲
- 小川晴央
- 小川竜生
- 小川英子（おがわひでこ）
- 小川みなみ（おがわみなみ）
- 小川未明
- 小川有里
- 小川洋子
- 小川由秋
- 小川楽喜
- 小川良
- 沖井千代子
- オキシタケヒコ
- 沖田円
- 沖田正午（おきだしょうご）
- 沖田雅
- 荻堂顕
- おぎぬまX
- 荻野アンナ
- 荻野目悠樹
- 熾火かおる
- 沖水幹生
- 荻原規子
- 荻原浩
- 奥泉光
- 奥田亜希子
- 奥田誠治
- 奥田継夫
- 奥田哲也
- 奥田英朗
- 奥田真理子
- 奥乃桜子（おくのさくらこ）
- 奥野紗世子
- 小熊秀雄
- 奥山かずお
- 奥山景布子
- 小倉肇
- 小栗かずまた
- 小栗さくら
- 小栗風葉
- 小栗虫太郎
- おけまる
- お魚１号
- 尾崎一雄
- 尾崎紅葉
- 尾崎士郎
- 尾崎世界観
- 尾崎翠
- 尾崎諒馬
- 尾崎嶺（おざきれい）
- 小笹正子（おざさまさこ）
- 小佐野彈
- 長部日出雄
- 長田鞆絵
- 長田弘
- 大佛次郎
- 小山内富子
- 小沢章友
- 小沢昭巳
- 小沢さとし
- 小沢正
- 押井守
- 押川國秋
- 押川春浪
- 押切もえ
- 織田加絵（おだかえ）
- 織田兄弟
- 織田作之助
- 小田嶽夫
- 小田菜摘
- 小田雅久仁
- 小田実
- 落合恵子
- 落合信彦
- 落合祐輔
- 越智文比古
- 乙一
- 乙川優三郎
- 乙骨淑子
- 尾辻克彦 → 赤瀬川原平を参照。
- 御堂彰彦
- 音理雄（おとざとゆう）
- 乙野四方字
- 乙姫式
- 鬼生田貞雄
- 鬼塚りつ子（おにずかりつこ）
- 小沼丹
- 小納弘（おのうひろし）
- 小野かおる
- 小野和子
- 小野上明夜
- 斧田小夜
- おのちゅうこう
- 小野寺悦子
- 小野寺公二
- 小野寺史宜
- 小野はるか（おのはるか）
- 小野不由美
- 小野政方
- 小野正嗣
- 小野美智子
- 小野美由紀
- 小野里宴
- 帯正子
- 小俣麦穂
- 御宮ゆう（おみやゆう）
- 小山勝清
- 小山田浩子
- 小山歩
- 織守きょうや
- 織川制吾（おりかわせいご）
- 折口良乃
- 折輝真透
- 折原一
- 折原みと
- 御田重宝
- 恩田陸
- 温又柔

## か行

### か
- 魁
- 海音寺潮五郎
- 開高健
- 花衣沙久羅
- 界達かたる
- 開田裕治
- 海道左近
- 海堂崇
- 海堂尊
- 海道龍一郎
- 海渡英祐
- 甲斐透
- 海冬レイジ
- 海庭良和→吉原忠男を参照
- 海原零
- 海法紀光
- 櫂末高彰
- 蛙田アメコ
- 花凰神也
- 加賀乙彦
- 鏡明
- 鏡貴也
- 鏡裕之
- 加賀美雅之
- 鏡遊
- 鏡龍樹（かがみりゅうき）
- 香川茂
- 柿沼雅美
- 垣根涼介
- 柿村将彦
- 垣谷美雨
- 蝸牛くも
- 加来耕三
- 岳真也
- 角田雅子（かくだまさこ）
- 角田光男
- 角田光代
- 角間貴生
- 神楽坂淳
- 神楽陽子
- 影山匙
- 陰山琢磨
- 景山民夫
- かこさとし
- 伽古屋圭市
- 笠井潔
- 葛西伸哉
- 葛西善蔵
- 笠岡治次（かさおかはるじ）
- 風戸野小路（かざとのこみち）
- 風羽洸海（かざはねひろみ）
- 風早恵介（かざはやけいすけ）
- 笠原秀
- 笠原卓（かさはらたく）
- 笠原曠野
- 風間一郎（かざまいちろう）
- 風間一輝
- 風間九郎
- 風巻絃一
- 風間レイ
- 風見周
- 風見潤
- 風見鶏
- 風森章羽
- かじいたかし
- 樫崎茜
- 樫葉勇
- 加地尚武
- 加治将一
- 梶井基次郎
- 梶尾真治
- 梶龍雄
- 樫田レオ
- 鹿島田真希
- 梶山季之
- カシュウ・タツミ
- 梶よう子
- 柏枝真郷
- 柏木薫
- 柏木圭一郎
- 柏木伸介
- 柏てん
- 柏葉幸子
- 柏葉空十郎
- 鍛冶原成見
- カズオイシグロ
- 春日みかげ
- 春日部タケル
- 上総朋大
- 夏寿司
- かずきふみ
- 香住一乃真
- 香住春吾
- 香住泰
- 鹿住槇
- 霞流一
- 粕谷知世
- 風かおる
- 風野潮
- 風野真知雄
- 風之宮そのえ
- 片岡周子
- 片岡鉄兵
- 片岡麻紗子
- 片岡義男
- 片川優子
- 片倉出雲（かたくらいずも）
- 片瀬二郎
- かたなかじ
- 方波見咲
- 方波見大志→穂波了を参照
- 片山恭一
- 片山憲太郎
- 堅山忠男（かたやまただお）
- 片山奈保子
- かたやま和華
- 語部マサユキ
- 硬梨菜
- 加田伶太郎→福永武彦を参照
- 勝尾金弥
- 香月せりか（かづきせりか）
- 香月美夜
- 香月夕花
- 勝目梓
- 勝山海百合
- 桂木たづみ
- 桂修司
- 桂望実
- 桂美人
- 門井慶喜
- かつおきんや
- 桂生青依（かつらばあおい）
- 加藤冠
- 加藤公彦
- 加藤元
- 加藤シゲアキ
- 加堂秀三
- 加藤純子
- 賀東招二
- 加藤多一
- 加藤武雄
- 加藤千恵
- 加藤鉄児
- 加藤一
- 加藤廣
- 加藤ヒロノリ
- 加藤実秋
- 加藤みどり
- 加藤明治
- 加藤元浩
- 加藤幸子
- 加藤美勝（かとうよしかつ）
- 門田泰明
- 角野栄子
- 上遠野浩平
- 金井美恵子
- 金久保茂樹（かなくぼしげき）
- 金澤マリコ
- 金治直美（かなじなおみ）
- 佳奈淳（かなじゅん）
- 奏
- 金丸マキ
- 要はる（かなめはる）
- 金子ありさ
- 金子薫
- 金子きみ
- 金子成人
- 金子玲介
- 金城一紀
- 金原ひとみ
- 加野厚志
- 狩野あざみ（かのうあざみ）
- 加納愛子→Aマッソを参照
- 加納新太
- 加納一郎
- 叶紙器
- 加納朋子
- 香納諒一
- 香乃子
- 鹿原育
- 鹿目けい子
- 樺山三英
- 鏑木ハルカ
- 鏑木連
- 壁井ユカコ
- 鎌田樹
- 鎌田三平
- 鎌田敏夫
- 鎌池和馬
- 神秋昌史
- 紙上ユキ（かみうえゆき）
- 神岡鳥乃（かみおかとりの）
- 神尾秀
- 神尾正武
- 神川武利（かみかわたけとも）
- 神狛しず
- 火海坂猫
- 上笙一郎
- 上條一樹（かみじょうかずき）
- 上條さなえ
- 神代明
- 紙城境介
- 神瀬知巳（かみせともみ）
- 上司小剣
- 上地ちづ子
- カミツキレイニー
- 神津慶次郎
- 神津凛子
- 神永学
- 神沼三平太（かみぬまさんぺいた）
- 神野オキナ
- 神谷一心
- 紙谷龍生
- 神家正成
- 神山祐右
- 榎宮祐
- 神渡良平（かみわたりりょうへい）
- 仮名堂アレ
- 神室磐司（かむろはんじ）
- 亀山龍樹
- 亀和田武
- 蒲生竜哉
- 鴨崎暖炉（かもさきだんろ）
- カモシダせぶん
- 鴨志田一
- 加門七海
- 茅田砂胡
- 茅野泉
- 茅野実柚（かやのみゆ）
- 香山彬子
- 栢山シキ（かやましき）
- 香山滋
- 香山洋一（かやまよういち）
- 唐澤和希
- 唐十郎
- 烏丸尚奇（からすまなおき）
- 殻半ひよこ
- 唐辺葉介
- 狩久
- 刈草亜美
- 枯野瑛
- 雁屋哲
- 河合二湖
- 河合莞爾
- 河合雅雄
- 河岡潮風
- 川上健一
- 川上宗薫
- 川上直志（かわかみなおし）
- 川上弘美
- 川上未映子
- 川上稔
- 川上亮→秋口ぎぐるを参照
- 川北亮司
- 川岸殴魚
- 川口士
- 川口俊和
- 川口雅幸
- 川口松太郎
- 川越宗一
- 河崎秋子
- 川﨑中（かわさきあたり）
- 川﨑草志
- 川﨑大治
- 川﨑貴人
- 川崎長太郎
- 川﨑ヒロユキ
- 川﨑康宏
- 河里一伸
- 川島えつこ
- 川島誠
- 河治和香
- 川澄浩平
- 川瀬七緒
- 川添愛
- 川添枯美（かわぞえこはる）
- 河田慈音
- 川田拓矢
- 河田蒼龍（はらだはるひこ）
- 川田弥一郎
- 河出智紀→小川一水を参照
- 川中大樹
- 川奈まり子
- 川野京輔
- 河野咲子
- 川野彰子
- 川野芽生
- 河俣規世佳
- 川端裕人
- 川端康成
- 河原千恵子
- 河原よしえ
- 川原礫
- 河原れん
- 川人忠明（かわひとただあき）
- 河邉徹
- 川南誠（かわなみまこと）
- 河原れん
- 川辺純可
- 川又千秋
- 川俣龍司
- 川村元気
- 川村真二
- 川村たかし
- 川村真澄
- 川本晶子
- 川本耕次
- 烏丸尚奇（からすまなおき）
- 神吉拓郎
- 柑橘ゆすら
- 玩具堂
- 神崎京介
- 神坂一
- 神崎あおい（かんざきあおい）
- 神崎紫電
- 神崎リン（かんざきりん）
- 神郷智也
- 神沢利子
- 神沢礼江
- 神田茜
- 神田暁一郎
- 神鳥統夫
- 神凪唐州
- 神奈木智（かんなぎさとる）
- 菅靖匡（かんのぶただ）
- 上林暁
- 樺薫
- 神林長平
- 神戸淳吉
- 神戸俊平（かんべしゅんぺい）
- かんべむさし

### き
- 木内昇
- 木緒なち
- 気がつけば毛玉（きがつけばけだま）
- 樹川さとみ
- 木々高太郎
- 木々康子
- 菊石まれほ
- 菊川あすか（きくかわあすか）
- 菊地快晴（きくちかいせい）
- 菊池寛
- 菊地慶一
- 菊地秀行
- 菊池道人
- 菊池仁
- 菊池幽芳
- 菊村到
- 木坂涼
- きざきかおる
- 城崎火也
- 木崎さと子
- 喜咲冬子（きさきとうこ）
- 木崎菜菜恵（きざきななえ）
- 木崎みつ子
- 木皿泉
- 如月かずさ
- 木地雅映子
- 岸田衿子
- 岸田國士
- 岸武雄
- 岸田奈美
- 岸田理生
- 岸田るり子
- 岸宏子
- 岸なみ
- 樹島千草（きじまちぐさ）
- 岸本和葉
- 岸本進一（きしもとしんいち）
- 岸本惟（きしもとたもつ）
- 貴司山治
- 貴志祐介
- 来生えつこ
- 騎月孝弘（きずきたかひろ）
- 北大路公子
- 北方謙三
- 北上秋彦
- 北川歩実
- 北川恵海
- 北川幸比古
- 北川拓磨（きたがわたくま）
- 北川チハル（きたがわちはる）
- 北川千代
- 北川哲史（きたがわてつじ）
- 喜多川泰
- 北國浩二
- 北國ばらっど
- 北里紗月（きたざとさつき）
- 北沢慶
- 北沢秋
- きたざわ尋子（きたざわじんこ）
- 北沢拓也
- 北沢陶（きたざわとう）
- 北重人
- 喜多嶋隆
- 北島春信
- 紀田順一郎
- 北園孝吉
- 北代美和子
- 北田薄氷
- 喜多哲士
- 北夏輝
- 北野剛雲
- 北野勇作
- 北畠八穂
- 北林一光
- 北林優
- 北原亞以子
- 北原樹（きたはらいつき）
- 北原耕也
- 北原綴
- 北原童夢（きたはらどうむ）
- 北原尚彦
- 北原リエ
- 北洋
- 北町一郎
- 北村薫
- 北村賢志
- 北村けんじ
- 北村謙次郎
- 北村小松
- きたむらさとし
- 北村想
- 北村寿夫
- 喜多見かなた（きたみかなた）
- 希多美咲（きたみさき）
- 北見崇史
- 喜多みどり
- きだみのる
- 北杜夫
- 北森鴻
- 北山悦史
- 北山大紙
- 北山猛邦
- きたやまようこ
- 喜多喜久
- 鬼頭龍一（きとうりゅういち）
- 城戸喜由
- 貴戸湊太
- 城戸光子
- 城戸禮
- 木爾チレン
- 衣笠彰悟
- 砧大蔵
- 聴猫芝居
- 木根尚登
- 木下繁
- 木下尚江
- 木之下のり子（きのしたのりこ）
- 木下半太
- 木下古栗
- 木下昌輝
- 木下杢太郎
- 樹林信
- 木原浩勝
- 樹生かなめ
- 君嶋彼方
- 公野櫻子
- 金重明
- キム・ファン
- 木村曙
- 木村毅
- 木村研
- 木村紅美
- 木村航
- 木村咲（きむらさき）
- 木村譲二
- 木村小舟
- 木村二郎
- 木村暢
- 木村心一
- きむらひでふみ
- 木村裕一
- 木村友佑
- 木村友馨（きむらゆか）
- 木元哉多
- 木本雅彦
- 機本伸司
- 木屋進（きやすすむ）
- 喜安幸夫
- 木山捷平
- 牛次郎
- 清岡卓行
- 京極夏彦
- 響堂新（きょうどうしん）
- 今日泊亜蘭
- 杏野朝水（きょうのあさみ）
- 京橋史織（きょうばししおり）
- 清川妙
- 曲亭馬琴
- 清谷信一
- 清野かほり
- 清松みゆき
- 吉来駿作
- 綺羅光
- 霧崎遼樹
- きりしま志帆（きりしましほ）
- 霧島那智（きりしまなち）
- 霧舎巧
- 桐野作人
- 桐野夏生
- 桐山徹也
- 霧山よん
- 桐生典子
- 桐生操
- 桐生祐狩（きりゅうゆかり）
- 紀和鏡
- 金鶴泳
- 金石範
- 金月龍之介
- 銀林みのる
- 金原徹郎（きんばらてつろう）
- 金蓮花

### く
- 柊平ハルモ（くいびらはるも）
- 久追遥希
- 九岡望
- 久遠馨
- 久我有加（くがありか）
- 陸直次郎
- 久賀理世
- 九鬼紫郎
- 日下圭介
- くさかべかさく
- 日下部匡俊
- 久坂部羊
- 日下弘文
- 久坂裕（くさかゆう）
- 草上仁
- 久坂葉子
- 草川俊
- 草川隆
- 草薙圭一郎→田中文雄を参照
- 草凪優
- 草野あきこ
- 草野原々
- 草野瀬津璃（くさのせつり）
- 草野たき
- 草間小鳥子
- 櫛木理宇
- 串田誠一
- 久志芙沙子
- 久慈マサムネ
- 串木野たんぼ
- くしまちみなと
- 九条菜月
- 鯨井あめ
- 鯨統一郎
- くすのきしげのり
- 楠木誠一郎
- 楠田匡介
- 楠谷佑
- 楠戸義昭
- 葛葉康司（くずはこうじ）
- 葛原しげる
- 久住四季
- 葛山二郎
- 楠山正雄
- 九頭竜正志
- 久世光彦
- 九段まもる
- 九段理江
- 朽木祥
- 久綱さざれ
- 工藤純子
- 工藤章興（くどうしょうこう）
- 工藤直子
- 久藤冬貴
- 工藤美代子
- くどうれいん
- 邦枝完二
- 国枝史郎
- 国木田独歩
- 国木田治子
- 国広正人
- 国松俊英
- 邦光史郎
- 久能千明
- 九辺ケンジ
- 窪依凛
- くぼしまりお
- 久保喬
- 窪田あつこ
- 久保田香里（くぼたかおり）
- 久保田滋
- 久保田万太郎
- 窪田僚
- 久保寺健彦
- くぼ英樹
- 窪美澄
- 久麻當郎（くまあたろう）
- 熊谷達也
- 熊谷雅人
- 久真瀬敏也
- くまなの
- 久美沙織
- 玖村まゆみ
- 久米絵美里
- 久米元一
- 粂田和夫（くめたかずお）
- 久米正雄
- 久米穣
- 雲村俊慥
- 九曜
- 倉井眉介
- 倉数茂
- 倉狩聡（くらがりそう）
- 倉阪鬼一郎
- 倉世春
- 倉田稼頭鬼（くらたかずき）
- 倉田タカシ（くらたたかし）
- 倉田英之
- 倉田悠子→稲葉真弓を参照
- 倉知淳
- 蔵冨千鶴子
- 倉貫真佐夫（くらぬきまさお）
- 倉野憲比古
- 倉橋煬子
- 倉橋由美子
- 倉本由布
- くらゆいあゆ
- 栗城偲
- 栗栖ひよ子（くりすひよこ）
- 栗田有起
- 栗原ちひろ
- 栗原美和子
- 栗本薫
- 栗良平
- 久留島武彦
- 来栖夏芽
- 来栖良夫
- 車谷長吉
- 胡桃沢耕史
- 黒石迩守
- 黒井千次
- 黒井卓司（くろいたくじ）
- 黒岩重吾
- 黒岩涙香
- くろかた
- 黒川慈雨
- 黒川創
- 黒川陽継（くろかわひつぎ）
- 黒川博行
- 黒木あるじ
- くろきすがや
- 黒木渚
- 黒木まさお（くろきまさお）
- 黒木亮
- 黒崎あつし（くろさきあつし）
- 黒崎薫
- 黒崎視音
- 黒崎緑
- 黒崎裕一郎 → 中村勝行を参照。
- 黒澤いずみ
- 黒澤はゆま
- 黒沢美貴（くろさわみき）
- 黒澤優子
- 黒島伝治
- 黒史郎
- 黒須紀一郎
- 黒杉くろん
- 黒田研二
- 黒田如泉（くろだじょせん）
- 黒田夏子
- 黒田洋介
- 黒名ひろみ
- 黒沼健
- 黒乃翔
- 黒部亨
- 黒宮竜之介（くろみやりゅうのすけ）
- くわがきあゆ
- 郡司ななえ
- 桑島かおり（くわじまかおり）
- 桑島由一
- 桑原譲太郎
- 桑原水菜
- 薫くみこ
- 郡司次郎正

### け
- kt60
- 珪素
- 慶野由志
- 劇団ひとり
- 玄月
- 源氏鶏太
- 軒上伯
- ケンノジ
- 剣持鷹士
- 玄侑宗久

### こ
- 小嵐九八郎
- 瑚池ことり（こいけことり）
- 小池昌代
- 小池真理子
- 小石房子
- 古泉迦十
- 小泉綾子
- 小泉喜美子
- 小泉まりえ
- 小泉八雲
- 小出正吾
- 小糸のぶ
- 小祝百々子
- 高円寺葵子（こうえんじあおいこ）
- 甲賀三郎
- 紅玉いづき
- 香月凛
- 香坂直
- 上崎美恵子
- 剛しいら
- 郷静子
- 高史明
- 高斎正
- 神坂次郎
- 高城高
- 香月宮子（こうずきみやこ）
- 郷仙太郎→青山佾を参照
- 高竜也（こうたつや）
- 高月まつり
- 幸田文
- 甲田学人
- 幸田真音
- 幸田露伴
- 上月司
- 香月日輪
- 神月魔由璃
- 高妻秀樹（こうづまひでき）
- 郷内心瞳（ごうないしんどう）
- 河野多惠子
- 河野貴子（こうのたかこ）
- 河野典生
- 河野裕
- 神戸遥真
- 幸森軍也
- 香山美子
- 甲山蓮子（こうやまれんこ）
- 古浦千穂子
- 郡順史
- こかじさら
- 小風さち（こかぜさち）
- 呉勝浩
- 黄金寅森（こがねとらもり）
- 小木君人（こぎきみと）
- 国分一太郎
- 国分寺公彦（こくぶんじきみひこ）
- 木暮正夫
- 小暮夕紀子
- 九重一木
- 小酒井不木
- 小坂流加
- 越尾圭
- 越谷オサム
- 越谷友華
- 越沼初美
- 小島一志
- 小島達矢
- 小島てるみ
- 小島信夫
- 児島襄
- 小島英記
- 小島正樹
- 小島政二郎
- 小島水青
- 小嶋陽太郎
- 越水利江子
- 五條瑛
- 五条紀夫（ごじょうのりお）
- 後白河安寿（ごしらかわあんじゅ）
- こずかた治
- 小杉英了
- 小杉健治
- 小杉天外
- 小仙波貴幸
- 五代格
- 五代友義（ごだいともよし）
- 五代ゆう
- 小鷹信光
- 小太刀右京
- 木谷恭介
- こたにみや
- こだま
- 谺健二
- 児玉辰春
- こだまともこ
- 谺雄一郎（こだまゆういちろう）
- 小鶴乃哩子
- 小手鞠るい
- 小寺菊子
- 小寺無人（こでらなきと）
- ごとうしのぶ
- 後藤宙外
- 後藤楢根
- 後藤均
- 後藤明生
- 後藤みわこ
- 後藤祐迅
- 後藤リウ
- 後藤竜二
- 琴子
- 古処誠二
- 琴音
- 小中大豆（こなかだいず）
- 小中千昭
- 小西マサテル
- 小西正保（こにしまさやす）
- 木ノ歌詠→瑞智士記を参照
- 近衛龍春
- このみひかる
- 木原音瀬
- 虎走かける
- 小浜ユリ
- 小早川涼（こばやかわりょう）
- 小林エリカ
- 小林克巳（こばやしかつみ）
- 小林がる
- 小林栗奈
- 小林久三
- 小林恭二
- 小林湖底
- 小林純一
- 小林清乃介
- 小林多喜二
- 小林信彦
- 小林弘利
- 小林深雪
- 小林美代子
- 小林三六九
- 小林めぐみ
- 小林泰三
- 小林由香
- 小林豊
- 小林力
- こはら裕子
- 小春りん
- 小檜山博
- 瘤久保慎司
- 小前亮
- 駒尾真子
- 小牧亮介（こまきりょうすけ）
- 駒崎優
- 駒田信二
- 小松章
- 小松亜由美（こまつあゆみ）
- 小松エメル
- 小松崎進
- 小松左京
- 小松重男
- 小松立人（こまつたひと）
- 小松哲史（こまつてつじ）
- こまつあやこ
- 小松遊木
- 小松由加子
- 五味康祐
- 五味川純平
- 小湊悠貴
- 五味弘文
- 小峰元
- 小室みつ子
- 米谷ふみ子
- 小森香折
- 小森健太朗
- 子安秀明
- 古谷田奈月
- 古矢永塔子
- 小山いと子
- 小山勝清
- 小山寛二
- こやま峰子
- 小山龍太郎（こやまりゅうたろう）
- 湖山真
- こわせたまみ
- 今官一
- 今東光
- 近藤伯雄
- 今日出海
- 近藤あきら（こんどうあきら）
- 近藤史恵
- 近藤陽次
- 紺野アスタ
- 今野緒雪
- 紺野天龍
- 紺野千昭
- 今野敏
- 金春智子

## さ行

### さ
- 沙絢
- 雑賀礼史
- 斉木香津
- 西木暉（さいきてる）
- 斎樹真琴
- 妻木優雨
- 祭紀りゅーじ
- 彩胡ジュン
- 西條奈加
- 西条公威
- 西条道彦
- 斎田喬
- 彩藤アザミ
- 齊藤飛鳥
- 斎藤惇夫
- 斎藤綾子
- 斉藤詠一
- 斉藤英一朗
- サイトウケンジ
- 斎藤栄
- 斎藤純
- 斎藤慎一郎
- 斉藤真也
- 最東対地
- 斎藤隆夫（さいとうたかお）
- 斎藤千輪
- 斉藤直子
- 西東登
- 斎藤伯好
- 斎藤肇
- 斎藤洋
- 斎藤史子（さいとうふみこ）
- 斎藤雅子
- 斎藤澪
- 斎藤光顕（さいとうみつあき）
- 斎藤守弘
- 斎藤隆介
- 斎藤緑雨
- 斉藤倫
- 最果タヒ
- 才羽楽
- 西門京（さいもんけい）
- 佐江衆一
- 佐伯一麦
- 冴木忍
- 佐伯千秋
- 佐伯泰英
- 佐伯悠希（さえきゆうき）
- 佐伯庸介
- 三枝和子
- 三枝零一
- 早乙女勝元
- 早乙女貢
- Saori
- 酒井朝彦
- 酒井篤彦（さかいあつひこ）
- 坂井希久子
- 坂井三郎
- 堺利彦
- 堺屋太一
- 坂入慎一（さかいりしんいち）
- 坂上天陽（さかうえてんよう）
- 榮三一
- 坂岡真
- 坂上泉
- 佐川芳枝
- 榊一郎
- さかき傘
- 榊花月（さかきかずき）
- 榊邦彦
- 坂木司
- 榊林銘
- 榊原モンショー
- 榊山潤
- 坂口安吾
- 坂口れい子
- 逆井辰一郎（さかさいしんいちろう）
- 坂崎かおる
- 嵯峨島昭→宇能鴻一郎を参照
- 佐賀潜
- 阪田寛夫
- 左方郁子
- 坂永雄一
- 坂本和也
- 坂本光一
- 坂元純（さかもとじゅん）
- 坂本のこ（さかもとのこ）
- 坂本康宏
- 逆山洋
- さがら総
- 寒川道夫
- 佐川光晴
- 佐川芳枝
- 坂本公延
- さかもと未明
- 佐木呉羽（さきくれは）
- 向坂くじら
- 鷺沢萠
- 沙木とも子
- 咲村観
- 崎谷はるひ
- 崎谷真琴
- 左京潤
- 昨坂まこと
- 咲乃月音
- 桜井亜美
- 櫻いいよ
- 櫻井鴎村
- 桜井鈴茂
- 櫻井忠温
- 櫻井千姫（さくらいちひめ）
- 桜井信夫
- 桜井光
- 桜井真城（さくらいまき）
- 桜井真琴
- 桜井美奈
- 佐倉唄
- 櫻川さなぎ（さくらがかわさなぎ）
- 桜川ヒロ
- 桜こう
- 桜木桜
- 桜木紫乃
- 桜木充
- 櫻木みわ
- 桜坂洋
- 櫻沢順（さくらざわじゅん）
- 佐倉淳一
- 桜田晋也
- 桜田佐
- 櫻田陽子
- 桜庭一樹
- 桜庭春一郎
- 桜庭わかな
- 紗倉まな
- 佐倉ユミ（さくらゆみ）
- 桜目禅斗
- 酒見賢一
- 迫光
- 左近隆（さこんたかし）
- 佐崎一路
- 佐々木赫子
- 佐々木鏡石
- 佐々木功
- 笹木さくま
- 佐々木俊介
- 佐々木譲
- 佐々木禎子
- 佐々木敏（ささきさとし）
- 佐々木たづ
- 佐々木田鶴子
- 佐々木禎子（ささきていこ）
- 佐々木ひとみ
- ささきふさ
- 佐々木丸美
- 佐々木裕一
- 佐々木味津三
- 佐々木杜太郎
- 笹倉明
- 笹沢左保
- 細音啓
- 佐々原史緒
- 佐々宮ちるだ
- ささめやゆき
- 笹本祐一
- 笹本稜平
- 笹山久三
- 佐島佑
- 佐治芳彦（さじよしひこ）
- 笹生陽子
- 佐多稲子
- 佐竹彬
- 佐竹一彦
- 佐竹申伍
- さたなきあ
- 定金伸治
- さだまさし
- 颯手達治
- 雑破業
- 佐藤愛子
- 佐藤亜紀
- 佐藤亜有子
- 佐藤有文
- 沙藤一樹（さとうかずき）
- 佐藤巖太郎
- 佐藤貴美子
- 佐藤究
- 佐藤ケイ
- 佐藤賢一
- 左頭弦馬
- 佐藤さくら
- 佐藤さとる
- 佐藤茂
- 佐藤正午
- 佐藤青南
- 佐藤大輔
- 佐藤多佳子
- 佐藤ちあき
- 佐島勤
- 佐藤哲也
- サトウとシオ
- 佐藤俊之（さとうとしゆき）
- 佐藤憲胤→佐藤究を参照
- サトウハチロー
- 佐藤春夫
- 佐藤広樹（さとうひろき）
- 佐藤二葉
- さとうまきこ
- 佐藤雅美
- 佐藤真登
- 佐藤まどか
- 佐藤碧子
- 佐藤モニカ
- 佐藤友哉
- 佐藤ゆき乃
- 佐藤義美
- 佐藤了
- 佐藤律子
- 砂戸増造（さどますぞう）
- 里見弴
- 里見蘭
- さねとうあきら
- 佐野しなの
- 佐野徹夜
- 佐野広実（さのひろみ）
- 左能典代
- 沙野風結子（さのふゆこ）
- 佐野美津男
- 佐野洋
- 佐原晃（さはらあきら）
- 佐原ひかり
- 佐飛通俊
- 寒川光太郎
- 鮫島礼子
- 狭山京輔
- 佐山哲郎
- 更伊俊介
- 皿海達哉
- 沙羅双樹
- 沢井いずみ
- 沢上水也
- 澤木喬
- 沢木耕太郎
- 沢木冬吾
- 沢城利穂
- 沢田黒蔵
- 澤田瞳子
- 沢田俊子（さわだとしこ）
- 澤田ふじ子
- 澤見彰
- 佐和みずえ
- 澤村伊智
- 沢村浩輔
- 沢村鐵
- 沢村凜
- 懺悔
- 燦々SUN
- 三田誠
- 三方行成

### し
- 椎田十三
- 椎名桜子
- 椎名寅生
- 椎名鳴葉（しいななるは）
- 椎名誠
- 椎名麟三
- 椎野美由貴
- 椎葉周（しいばしゅう）
- J・さいろー
- 紫炎
- 塩田武士
- 潮谷験
- 塩野七生
- 塩野米松
- 塩見鮮一郎
- 汐見冬吾
- 汐見夏衛
- 潮山長三（しおやまちょうぞう）
- 志駕晃→勅使河原昭を参照
- しかたしん
- 志賀直哉
- 志川節子
- 志木謙介
- 志木沢郁
- 敷島シキ（しきしましき）
- 四季大雅
- 式貴士
- 式田ティエン
- 直原冬明
- 式村比呂
- 時雨沢恵一
- 志倉千代丸
- 紫倉瑶
- シゲ
- 重兼芳子
- 重馬敬
- 重松清
- 梓崎優
- 獅子吼れお（ししくれお）
- 獅子宮敏彦
- 神々廻楽市
- 獅子文六
- 雫井脩介
- 信田秀一
- 設楽玲
- 実石沙枝子
- 志津三郎
- 静月遠火
- 実相寺昭雄
- 至道流星
- 品田遊→ダ・ヴィンチ・恐山を参照
- しなな泰行
- 篠綾子
- 紫野貴李
- 篠崎紘一
- 篠崎砂美
- 篠崎一夜
- 篠田節子
- 篠田達明
- 篠田秀幸（しのだひでゆき）
- 篠たまき
- 篠田真由美
- 篠月美弥
- 紫野直子（しのなおこ）
- 東雲佑
- 東雲めめ子（しののめめめこ）
- 東雲立風
- しのはら史絵
- 篠原千絵
- 篠原一
- 篠原昌裕
- 篠原美季
- 篠原悠希
- 篠山半太
- 柴英三郎
- 芝豪
- 柴村仁
- 司馬元
- 芝木好子
- 柴崎友香
- 柴田勝家
- 芝田勝茂
- 柴田翔
- 柴田哲孝
- 柴田道子
- 柴田よしき
- 柴田錬三郎
- 柴野拓美
- 柴野民三
- 柴野理奈子（しばのりなこ）
- 柴村紀代
- 柴村仁
- 芝村裕吏
- 芝村涼也（しばむらりょうや）
- 芝山倉平→関四郎を参照
- 柴山芳隆（しばやまよしたか）
- 司馬遼太郎
- 澁澤龍彦
- 渋沢華子
- 渋澤怜
- 渋田黎明花
- 渋谷愛子
- 島内透
- 島尾敏雄
- 島尾ミホ
- 島木健作
- 島久平（しまきゅうへい）
- 島崎藤村
- 島田明宏
- 嶋田うれ葉
- 島田一男
- 島田佳奈
- 島田荘司
- 島田ばく
- 島田雅彦
- 縞田理理（しまだりり）
- 島津隆子
- 嶋津義忠
- 嶋戸悠祐
- 嶋中潤
- 島中雄三
- 志真元（しまはじめ）
- 島村匠（しまむらしょう）
- 島村利正
- 島村洋子
- 嶋本達嗣
- 島本春雄（しまもとはるお）
- 島本久恵
- 島本理生
- 志麻友紀
- 地味井平造→長谷川潾二を参照
- 清水アリカ
- 清水一行
- 清水カルマ
- 清水重道
- 志水辰夫
- 清水杜氏彦
- 清水昇
- 清水朔
- 清水春木（しみずはるき）
- 清水博子
- 清水文化
- 清水マリコ
- 志瑞祐
- 清水義範
- 志村一矢
- しめさば
- 霜川遠志（しもかわえんじ）
- 下川香苗
- 志茂田景樹
- 下畑卓
- 子母澤寛
- 子母澤類
- 霜島ケイ
- 下田治美
- 霜月信二郎
- 霜月千尋（しもつきちひろ）
- 霜月りつ
- 下永聖高
- 志茂文彦
- 下村敦史
- 下村悦夫（しもむらえつお）
- 下村家恵子（しもむらかえこ）
- 下村湖人
- 下村昇
- 下村芳男（しもむらよしお）
- 斜線堂有紀
- 秋
- 秀香穂里
- 周木律
- 秋堂カオル
- 愁堂れな（しゅうどうれな）
- 十文字青
- 朱川湊人
- 十階堂一系
- 首藤瓜於
- 首藤剛志
- 殊能将之
- 朱門優
- 春秋梅菊（しゅんじゅうばいぎく）
- 駿馬亰
- 上下左右
- 生源寺美子
- 上甲宣之
- 庄司薫
- 庄司圭太
- 庄司卓
- 小路幸也
- 城駿一郎（じょうしゅんいちろう）
- 翔田寛
- 勝田紫津子
- 生田美和
- 城夏子
- 庄野英二
- 庄野潤三
- 城野隆
- 笙野頼子
- 城昌幸
- 白井愛
- 白井喬二
- 白石新
- 白石一郎
- 白石かおる
- 白石一文
- 白石昇
- 白石定規
- 白石まみ
- 白石澪
- 白井智之
- 白井信隆
- 白井英（しらいひで）
- 白井ムク
- 白井三香子（しらいみかこ）
- 白川紺子
- 白川道
- 白川尚史（しらかわなおふみ）
- 白河三兎
- 白木健嗣
- 白木茂
- 素木しづ
- 白倉由美
- 白米良
- 白鷺あおい（しらさぎあおい）
- 白雨蒼（しらさめあおい）
- 白洲梓（しらすあずさ）
- 白瀬修
- 白鳥士郎
- 白根翼→野尻靖之を参照
- 白峰良介
- 止流うず（しりゅううず）
- 子竜蛍（しりゅうけい）
- 二郎遊真
- 白金透
- 城平京
- 次良丸忍
- 城山三郎
- 城山信一
- 師走トオル
- 眞海恭子
- 新海誠
- 新開ゆり子（しんかいゆりこ）
- 新川帆立
- Sin Guilty
- 神宮司いずみ（じんぐうじいずみ）
- 神宮寺元（じんぐうじはじめ）
- 神宮輝夫
- 新宮正春
- 進行諸島
- 神護かずみ（じんごかずみ）
- 神西清
- 陣崎草子
- 新沢としひこ
- 新城カズマ
- 新庄耕
- 真上寺しえ（しんじょうじしえ）
- 新庄節美（しんじょうせつみ）
- 新章文子
- 神世希
- 陣出達朗
- 新藤朝陽
- 新藤悦子
- 真藤順丈
- 新藤卓広
- 真堂樹
- 新堂奈槻
- 新堂冬樹
- 新戸雅章
- 神埜明美（しんのあけみ）
- 新野剛志
- 神野マサキ
- 真保裕一
- 新村徹

### す
- Swind
- 末永直海
- 末浦広海
- すえばしけん
- 末吉暁子
- 末吉ユミ
- 周防ツカサ
- 須賀しのぶ
- SCA-自
- 菅沼五十一
- 菅沼誠也
- 菅沼理恵
- 菅野彰
- 菅野温子
- 菅野奈津
- 菅野雪虫
- 菅原和也
- 菅浩江
- すがやみつる
- 菅龍一
- 杉井光
- 杉浦明平
- 杉田幸三
- 隙名こと（すきなこと）
- 杉原智則
- 杉原那魅（すぎはらなみ）
- 杉原理生（すぎはらりお）
- 杉みき子
- 杉村修
- 杉村顕道（すぎむらけんどう）
- 杉村春也（すぎむらはるや）
- 杉元晶子（すぎもとあきこ）
- 杉本章子
- 杉本彩
- 杉本研士
- 杉本苑子
- 椙本孝思
- 杉本深由起（すぎもとみゆき）
- 杉山亮
- 杉山響子
- 杉山大二郎
- 杉山藤次郎
- 杉山幌
- 杉洋子（すぎようこ）
- スクイッド
- 菅生浩
- 須崎正太郎
- 朱雀門出
- 図子慧
- 涼風涼
- すずきあきら→鈴木ドイツを参照
- 鈴木あみ
- 鈴木いずみ
- 鈴木英治
- 鈴木悦夫（すずきえつお）
- 鈴木輝一郎
- 鈴木喜代春
- 涼木行
- スズキコージ
- 鈴木光司
- 鈴木鈴
- 鈴木涼美
- 鈴木清剛
- 鈴木宗一郎
- 鈴木創士
- 鈴木大輔
- 鈴木貴昭
- 鈴木隆
- 鈴木隆之
- 鈴木徹郎
- 鈴木晴世（すずきはるよ）
- スズキヒサシ
- 鈴木浩彦（すずきひろひこ）
- 鈴木三重吉
- 鈴木実
- 鈴木由紀子
- 鈴木良武
- 鈴木義治
- 鈴木るりか
- 涼暮皐
- 鈴原研一郎
- 雀野日名子
- 鈴本紅
- 涼元悠一
- 鈴森琴（すずもりこと）
- 須田京介（すだきょうすけ）
- 須知徳平
- すとうあさえ
- 須藤克三
- 須藤古都離
- 砂義出雲
- 砂田弘
- 砂原浩太郎
- 砂原糖子
- 砂村かいり
- 栖原依夢
- スフレ
- 住井すゑ
- 角圭子
- 住野よる
- 澄守彩
- 巣山ひろみ
- 諏訪哲史
- 須和雪里（すわゆきさと）

### せ
- 清家未森
- 青春詭弁
- 青来有一
- 清涼院流水
- 瀬王みかる（せおうみかる）
- 瀬尾こると
- 瀬尾つかさ
- 瀬尾七重
- 瀬尾まいこ
- 瀬川貴一郎（せがわきいちろう）
- せがわきり
- 瀬川コウ
- 瀬川ことび→瀬川貴次を参照
- 瀬川貴次
- 瀬川昌男
- 瀬川康男
- 関口尚
- 関口芙沙恵（関口ふさえ）
- 関田涙
- 関根栄一
- 関英雄
- 関屋五十二
- 関谷俊博
- 瀬下耽
- 背筋（せすじ）
- 瀬田貞二
- 瀬戸内寂聴（晴美）
- 瀬戸口寅雄
- 瀬那和章
- 瀬名秀明
- 瀬沼夏葉
- 妹尾韶夫
- 妹尾ゆふ子
- セバタクロウ
- せひらあやみ
- 蝉川タカマル（せみかわたかまる）
- 蝉川夏哉
- 蝉谷めぐ実
- 芹沢光治良
- 芹澤準（せりざわじゅん）
- 零真似
- 仙川環
- 戦記暗転
- 千秋寺亰介→飛鳥昭雄を参照。
- 千田理緒
- 仙波ユウスケ
- 仙葉由季

### そ
- SOW
- 宗田理
- 左右田謙（そうだけん）
- 草野唯雄
- 相馬泰三
- 相馬哲生（そうまてっせい）
- 宗谷真爾
- 添田小萩（そえだこはぎ）
- 曽田博久
- zopp
- 曽根圭介
- 曽根崎鋭
- 曽野綾子
- 園池公致
- 園田豪
- 園田てる子
- 園田英樹
- 苑水真茅（そのみまち）
- 祖父江一郎
- 蘇部健一
- 染井為人
- 征矢清
- 空上タツヤ
- 空埜一樹
- 空乃智春
- 空山トキ（そらやまとき）
- 存在X→カルロ・ゼンを参照

## た行

### た
- 大道珠貴
- 大門剛明
- 平安寿子
- 大楽絢太
- たいらまさお
- 大良美波子
- 多宇部貞人
- 田岡典夫
- 田尾典丈
- 高井忍
- 高井信
- 高井有一
- 鷹井伶（たかいれい）
- 高市俊次（たかいちしゅんじ）
- 高丘哲次
- 高岡ミズミ（たかおかみずみ）
- 高尾長良
- 高尾理一（たかおりいち）
- 高垣眸
- 高木あきこ
- 高木彬光
- 高木敦史
- 高木幸一
- 高木敏子
- 高木俊朗
- 髙樹のぶ子
- 高口里純
- 高倉かな（たかくらかな）
- 高倉輝
- 高倉やえ
- 高崎ともや（たかさきともや）
- 高里椎奈
- タカシトシコ
- 高嶋哲夫
- 高嶋規之（たかしまのりゆき）
- 高島雄哉
- たかしよいち
- 高杉良
- 高瀬彼方
- 高瀬隼子
- 高瀬千図
- 高瀬美恵
- 高瀬ユウヤ
- たかた
- 高田郁
- 高田桂子
- 高田公太（たかだこうた）
- 高田大介
- 高田崇史
- 高田宏
- 高田由紀子
- 高千穂遙
- 高任和夫
- 高遠砂夜
- 高遠琉加（たかとおるか）
- 高楼方子
- 高殿円
- たかなみれい
- 高貫布士（たかぬきのぶひと）
- 貴子潤一郎
- 鷹野新
- 高野和明
- 鷹野京（たかのきょう）
- 高野澄
- 高野小鹿
- 鷹野つぎ
- 高野史緒
- 鷹野祐希
- 高野結史（たかのゆうし）
- 高野裕美子
- 高野賢彦（たかのよしひこ）
- 高野和
- 高羽彩
- 高橋うらら
- 高橋治
- 高橋和巳
- 高橋克彦
- 高橋揆一郎
- 高橋健
- 高橋源一郎
- 高橋たか子
- 高橋忠治
- 高橋直樹
- 高橋秀雄（たかはしひでお）
- 高橋弘希
- 高橋宏幸
- 高橋文樹
- 高橋昌也
- 高橋三千綱
- 高橋光子
- 高橋幹子
- 高橋百代
- 高橋弥七郎
- 高橋泰邦
- 高橋有機子
- 高橋由太
- 高橋陽子
- 高橋洋子
- 高橋義夫
- 高橋和島
- 高橋和の助
- 高畑京一郎
- 鷹羽シン
- 高林さわ
- 喬林知
- 高原英理
- 高原弘吉
- 高平鳴海
- 鷹見一幸
- 高見広春
- 鷹見緋沙子
- 高見梁川
- 高峰翔
- 嵩峰龍二
- 高宮柚希
- 髙村薫
- 高村透
- 高村マルス（たかむらまるす）
- 髙森美由紀
- 嵩夜あや
- 高柳佐知子
- 高柳芳夫
- 高山一実
- 高山環（たかやまかん）
- 高山聖史
- 鷹山誠一
- 高山ちあき（たかやまちあき）
- 高山信雄
- 高山羽根子
- 高谷玲子
- 瀧井孝作
- 滝上よしき
- 滝川杏奴
- 多岐川恭
- 瀧川武司
- 滝川駿
- 滝川羊
- 滝口康彦
- 滝口悠生
- 滝沢慧
- 滝川さり（たきがわさり）
- 滝沢志郎
- 瀧澤美恵子
- 滝田務雄
- 瀧津考
- 滝本竜彦
- 瀧羽麻子
- 鐸木能光
- 田口仙年堂
- 田口一
- 田口ランディ
- 田久保英夫
- 拓未司
- 武井岳史（たけいがくし）
- 武井武雄
- 竹井１０日
- 武井ゆひ（たけいゆひ）
- 竹内薫
- 竹内けん
- 竹内健
- 竹内志麻子→岩井志麻子を参照
- 竹内大（たけうちだい）
- 竹内てるよ
- 武内俊子
- 竹内なおゆき
- 竹内真
- 武内昌美
- 竹内誠
- 竹内もと代（たけうちもとよ）
- 竹内佑
- 竹内よしひこ
- 竹岡葉月
- 武上純希
- 竹河聖
- 武川みづえ（たけかわみずえ）
- 武川佑
- 岳宏一郎
- 竹崎有斐
- 武石勝義（たけしかつよし）
- 竹下文子
- 竹下龍之介
- 武田綾乃
- 武田英子
- 武田泰淳
- 武田櫂太郎（たけだかいたろう）
- 武田武彦
- 武田美穂
- 武谷千穂美（たけたにちほみ）
- 竹田真砂子
- 竹田まゆみ（たけだまゆみ）
- 竹田道子（たけだみちこ）
- 武田八州満
- 武田麟太郎
- 竹谷正
- 丈月城
- 竹長吉正
- 竹中亮（たけなかりょう）
- 竹西寛子
- 竹野栄
- 武葉コウ
- 健速
- 竹林七草（たけばやしななくさ）
- 竹町
- 竹本健治
- 嶽本野ばら
- 竹宮ゆゆこ
- 竹村優希
- 竹山洋
- 竹吉優輔
- 駄犬（だけん）
- 太宰治
- 多崎礼
- 太佐順
- 田澤利依子
- 多島斗志之
- 田代裕彦
- 唯野未歩子
- 多田容子
- 立川浦々
- 橘玲
- 立花慎之介
- 橘香いくの（たちばないくの）
- 橘かおる（たちばなかおる）
- 橘かがり
- 橘公司
- 立花胡桃
- 橘真児
- 橘外男
- 橘千秋（たちばなちあき）
- 橘ばん
- 橘もも
- 橘由華（たちばなゆか）
- 立原えりか
- 立原透耶
- 立原正秋
- 立石優
- 建倉圭介
- 日明恩
- 立松和平
- 辰川光彦
- 竜之湖太郎
- 巽聖歌
- 巽飛呂彦
- たつみや章
- 立石彰（たていしあきら）
- 館淳一
- 伊達将範
- 舘有紀
- 館山緑
- 田中阿里子
- 田中彼方
- 田中光二
- 田中貢太郎
- 田中小実昌
- 田中古代子
- 田中成和
- 田中志津
- 田中静人
- たなかしん
- 田中慎弥
- 田中澄江
- 田中兆子
- 田中哲弥
- たなか踏基（たなかとうき）
- 田中二十三
- 田中創（たなかはじめ）
- 田中英光
- 田中秀幸 （たなかひでゆき）
- 田中啓文
- 田中ヒロマサ（たなかひろまさ）
- 田中文雄
- 田中文子（たなかふみこ）
- 田中雅美（たなかまさみ）
- 田中康夫
- 田中芳樹
- 田中りえ
- 田中ロミオ
- タナダユキ
- 田辺青蛙
- 田辺聖子
- 田名部宗司
- 田辺わさび（たなべわさび）
- 谷克二
- 谷川俊太郎
- 谷川流
- 谷甲州
- 谷恒生
- 谷崎泉（たにざきいずみ）
- 谷崎潤一郎
- 谷崎精二
- 谷譲次→長谷川海太郎を参照。
- 谷真介
- 谷口桂子
- 谷口純（たにぐちじゅん）
- 谷口裕貴
- 谷崎光
- 谷崎由依
- 谷原秋桜子
- 谷瑞恵
- 谷村志穂
- 谷村まち子
- 谷山浩子
- 田沼淳一
- 種村直樹
- 玉岡かおる
- 珠川こおり
- 田牧大和
- TAMAMI
- 田丸雅智
- 田宮虎彦
- 田村章→重松清を参照。
- 田村和大
- 田村純一
- 田村泰次郎
- 田村登正
- 田村俊子
- 田村直臣
- 田村由美
- 為我井徹
- 田山花袋
- 田山朔美
- 垂石眞子
- 足沢良子
- 太郎想史郎
- 多和田葉子
- 暖あやこ
- 団鬼六
- 檀一雄
- 団龍彦
- タンバ
- 檀良彦

### ち
- 崔実
- 近田鳶迩
- 近松秋江
- 千頭ひなた
- 千草忠夫
- chi-co
- 千澤のり子
- 千世まゆ子
- 千田誠行
- 遅塚麗水
- 知念実希人
- 千野隆司
- 知野みさき
- 茅野裕城子
- 千葉暁
- 千葉治平
- 千葉省三
- 千葉ともこ
- 千葉智宏
- 千葉幹夫
- 千葉美鈴
- 千早茜
- 智本光隆
- Chaco
- ちゃつふさ
- 長新太
- 丁田政二郎
- 千代有三→鈴木幸夫を参照
- ちると
- CHIROLU
- 陳舜臣

### つ
- つかこうへい
- 塚越恒爾
- ツカサ
- 司修
- 司城志朗
- 司凍季
- 柄刀一
- 柄十はるか（つかとおはるか）
- 塚橋一道（つかはしかずみち）
- 塚原健二郎
- 塚原渋柿園
- 塚原尚人（つかはらなおと）
- 塚原美村
- 塚原亮一
- 塚本靑史
- 塚本やすし
- 月上ひなこ（つきがみひなこ）
- 月島総記
- 月島雅也
- 築地俊彦
- 月村窐
- 月村了衛
- 月見草平
- 月本ナシオ
- 築山桂
- 月夜涙
- 津久井五月
- 九十九魁
- 筑波耕一郎
- 柘植久慶
- 柘植めぐみ（つげめぐみ）
- 辻邦生
- 辻蟻郎
- 辻堂魁
- 辻堂ゆめ
- 辻仁成
- 辻みゆき
- 土日月
- 辻寛之
- 辻真先
- 辻井喬→堤清二を参照。
- 辻原登
- 津嶋三郎
- 津島佑子
- 辻みゆき
- 辻村七子
- 辻村深月
- 辻村もと子
- つちせ八十八
- 土田耕平
- 土屋隆夫
- 土屋つかさ
- 土家由岐雄
- 土屋侑美
- 筒井敬介
- 筒井ともみ
- 筒井康隆
- 都築直子
- 都筑道夫
- 堤しゅんぺい
- 堤千代
- 堤玲子
- 綱淵謙錠
- 恒川光太郎
- 常光徹
- 角田喜久雄
- 椿浩一（つばきこういち）
- 椿ハナ
- 津原泰水
- 壺井栄
- 坪内逍遥
- 坪田譲治
- 坪田理基男
- 坪田亮介
- 積木鏡介
- ツムギ
- 津村記久子
- 津村秀介
- 津村節子
- 津村巧
- 津本陽
- 津守時生
- つやつやみお
- 鶴岡千代子（つるおかちよこ）
- 鶴田知也
- 鶴見正夫（つるみまさお）

### て
- 泥士郎（でいしろう）
- ディスク・ふらい
- 出口和明
- 出久根達郎
- 手嶋龍一
- 手島史詞
- 手島悠介
- 手代木正太郎（てしろぎしょうたろう）
- 手塚一郎
- ででん
- てにをは
- 出水千春（でみずちはる）
- 寺内小春
- 寺内大吉
- 寺島俊治
- 寺嶌曜（てらしまよう）
- 寺田憲史
- 寺田とものり
- 寺地はるな
- 寺林峻
- 寺村輝夫
- 寺村朋輝
- てり
- 天下のちゃんゆき
- 典厩五郎
- 天花寺さやか
- 傳田光洋
- 天童荒太
- 天藤真
- 天堂晋助
- 天堂里砂
- 天秤☆矢口

### と
- doi（どい）
- 戸板康二
- 問乃みさき（といのみさき）
- 堂垣園江
- 道具小路
- 東郷隆
- 筒城灯士郎
- 灯台
- 東堂燦（とうどうさん）
- 藤堂志津子
- 藤堂慎太郎
- 藤堂房良（とうどうふさよし）
- 東野司
- 橙乃ままれ
- 堂場瞬一
- 当原珠樹
- 籘真千歳
- 堂本烈
- 童門冬二
- 遠田潤子
- 遠野渚
- 遠野遥
- 遠野春日（とおのはるひ）
- 遠野りりこ
- 塔山郁
- 陶山ロシ（とうやまろし）
- 十市社
- 十目一八
- 兎谷あおい
- 遠山あき
- 戸梶圭太
- 富樫倫太郎
- 砥上裕將
- 戸川貞雄
- 戸川昌子
- 戸川幸夫
- ときありえ
- 時海結以
- 鴇澤亜希子
- 時武ぼたん
- 時田唯
- 時無ゆたか
- 土岐信吉
- 時野洋輔
- 時本紗羽（ときもとさわ）
- 常盤新平
- 徳田秋声
- 徳冨蘆花
- 徳永健生（とくながけんせい）
- 徳永真一郎
- 徳永直
- 徳永寿美子
- 床丸迷人
- 登史草兵
- 豊島ミホ
- 年森瑛
- 年見悟
- 戸田和代（とだかずよ）
- 戸田房子
- 戸塚陸
- 十津川光子
- 十月ユウ
- トネ・コーケン
- 殿井穂太
- 殿谷みな子
- 外村繁
- どば
- 土橋章宏
- 土橋治重
- 土橋真二郎
- 鳥羽徹
- 鳥羽亮
- 飛田甲
- 飛田もえ
- 飛火野耀
- 飛浩隆
- 戸部新十郎
- 戸松淳矩
- とまとあき
- 登美丘丈
- 富岡多恵子
- 富島健夫
- 富田源太郎（とみたげんたろう）
- 富田祐弘
- 富田常雄
- 冨田博之
- とみなが貴和
- 富永理恵
- 富野由悠季
- 富安陽子
- 友井羊
- 友桐夏
- 朝永理人（ともながりと）
- 友成純一
- 友野詳
- 伴野朗
- 友松直之
- 土門弘幸
- 豊島与志雄
- 豊田有恒
- 豊田行二
- 豊田穣
- 豊田巧
- 虎虎
- 鳥井架南子
- 鳥居なごむ
- 鳥居みゆき
- 鳥生浩司
- 鳥海永行
- 鳥飼否宇
- 鳥越碧
- 酉島伝法
- 富盛菊枝
- 冨森駿（とみもりしゅん）
- 富安陽子
- 鳥山仁
- とんび

## な行

### な
- 内藤千代子
- 内藤みか
- 内藤了
- 内藤渉
- 苗場翔
- 直木三十五
- 直島翔（なおしましょう）
- 直良三樹子
- 中勘助
- 長井彬
- 永井明
- 永井荷風
- 永井紗耶子
- 永井するみ
- 中井拓志
- 永井龍男
- 中井紀夫
- 中井英夫
- 永井秀尚（ながいひでなお）
- 永井萠二
- 永井路子
- 永井みみ
- 永井泰宇
- 永井義男
- 永井鱗太郎
- 長浦京
- 長江俊和
- 長江優子
- 中江有里
- なかえよしを
- 中尾明
- 長尾彩子（ながおあやこ）
- 長尾宇迦
- 永岡慶之助
- 長岡弘樹
- 長尾誠夫
- 長尾實信（ながおよしのぶ）
- 中上健次
- 中上紀
- 中上正文
- 中川静子
- 中川真昭
- なかがわちひろ
- 中川なをみ
- 中川正文
- 中川裕朗→中川剛を参照。
- 中川李枝子
- 中河与一
- 中勘助
- 納言恭平
- 長坂秀佳
- 長崎源之助
- 長崎尚志
- 長崎夏海
- 中里介山
- 中里恒子
- 中里融司
- 中里友香
- 長沢樹
- 中沢けい
- 中沢静雄
- 中澤晶子（なかざわしょうこ）
- 中澤日菜子
- 中路啓太
- 中島敦
- 中島要
- 中島京子
- 中島さなえ
- 中島湘煙
- 中島晶子
- 中島たい子
- 中嶋隆
- 中島千恵子
- 中島望
- 中島信子
- 中嶋博行
- 長島槇子
- 中島道子
- 中島みゆき
- 中島桃果子
- 長嶋有
- 中島らも
- 永瀬さらさ
- なかそねまりこ
- 中薗英助
- 中園直樹
- 永田ガラ
- 中田考
- 中田耕治
- 長田信織
- 長田秀雄
- 中田よう子（なかだようこ）
- 永田義直
- 中谷栄太
- 中谷航太郎（なかたにこうたろう）
- 中谷千代子
- 長月達平
- 長辻象平（ながつじしょうへい）
- 中津文彦
- ながと帰葉
- 中臣悠月
- 長友一馬
- 中西智佐乃
- 中西智明
- 中西翠（なかにしみどり）
- なかにし礼
- 中野孝次
- 中野重治
- 中野順一
- 中野武彦
- 中納直子
- 長野まゆみ
- 永野水貴
- 中野玲子
- 中原一也（なかはらかずや）
- 中原清一郎→外岡秀俊を参照
- 中原健一（なかはらけんいち）
- 中原昌也
- 中原涼
- 長久真砂子（ながひさまさこ）
- 中平まみ
- なかひろ
- 仲町貞子
- 中町信
- 仲町六絵
- 中祭邦乙（なかまつりくにおつ）
- 永見七郎
- 中見利男（なかみとしお）
- 永峯清成（ながみねきよなり）
- 永峰彰太郎
- 中村あき
- 中村彰彦
- 中村晃
- 中村敦夫
- 中村うさぎ
- 中村恵里加
- 中村勝行
- 中村弦
- 中村航
- 中村佐喜子
- 中村颯希
- 中村柊斗
- 中村真一郎
- 中村整史朗（なかむらせいしろう）
- 仲村つばさ
- 中村朋臣（なかむらともおみ）
- 中村一
- 中村啓
- 中村博
- 中村ふみ（なかむらふみ）
- 中村文則
- 中村みしん
- 中村嘉子
- 中村理聖
- 中村隆資
- 中本たか子
- 長物守
- 中山あい子
- 中山市朗
- 中山可穂
- 中山義秀
- 長山久竜（ながやまくりゅう）
- 中山七里
- 中山聖子
- 中山千夏
- 中山文十郎
- 永山則夫
- 永代静雄
- 長與善郎
- 永良サチ（ながらさち）
- 流星香
- 中脇初枝
- 凪木エコ
- 南木佳士
- なぎさ薫
- 名木田恵子
- 薙野ゆいら
- 凪良ゆう
- 名倉和希（なくらわき）
- 梨
- 梨木香歩
- 梨木れいあ（なしきれいあ）
- 南篠豊
- 梨屋アリエ
- 奈須きのこ
- 奈須崇
- 那須田淳
- 那須辰造
- 那須田稔
- 那須正幹
- なだいなだ
- 夏居あや（なついあや）
- 夏石鈴子
- 夏色青空
- 夏川瞬
- 夏川草介
- 夏樹静子
- 夏木志朋
- なっつ
- 夏埜イズミ
- 夏原エヰジ（なつばらえいじ）
- 夏文彦
- 夏堀正元
- 夏目翠（なつめすい）
- 夏目漱石
- 夏目陶（なつめとう）
- 夏海公司
- 夏緑
- 夏見正隆
- 名取佐和子
- 七海花音
- 七烏未奏
- 七飯宏隆
- 七緒（ななお）
- 七尾あきら
- 七尾純
- 七穂美也子
- 七尾与史
- 七河迦南
- 七沢またり
- 七条剛
- ナナセ
- 七瀬川夏吉
- 七瀬晶（ななせひかる）
- 七月隆文
- 七斗七
- 七野りく（ななのりく）
- 七星蛍（ななほしほたる）
- 七海壮太郎（ななみそうたろう）
- 奈波はるか（ななみはるか）
- 七海優
- 七海ユウリ
- 菜の花すみれ
- 奈街三郎
- なみあと
- 並木陽（なみきよう）
- 波乃歌→水沢秋生を参照
- 奈良谷隆（ならやたかし）
- 平城山工
- 楢山芙二夫
- 成定春彦
- 成田空子（なりたくうこ）
- 成田サトコ
- 成田名璃子
- 成田良悟
- 成井豊
- 鳴神響一
- 成瀬かの（なるせかの）
- 鳴海章
- 鳴海丈
- 鳴海風
- 鳴山草平
- なんじゃもんじゃ
- 南条三郎
- 南條竹則
- 南條範夫
- 難波利三
- 難波弘之
- 南原詠
- 南原兼
- 南原充士
- 南原幹雄
- 南部樹未子
- 南部修太郎
- 南房秀久
- 南里征典

### に
- 新津きよみ
- 新名智
- 新美南吉
- にかいどう青
- 二階堂紘嗣
- 二階堂玲太（にかいどうれいた）
- 二階堂黎人
- 二月公
- 仁賀奈
- 仁川高丸
- 仁木悦子
- 仁木健
- 仁木英之
- 仁木稔
- 二語十
- 西麻布よしこ（にしあざぶよしこ）
- 西浦和也
- 西尾維新
- 西荻弓絵
- 西尾正
- 西魚リツコ（にしおりつこ）
- にしがきようこ
- 西加奈子
- 西香代子
- 西川秀司（にしかわしゅうじ）
- 西川美和
- 錦織友子（にしきおりともこ）
- 西木正明
- 錦メガネ
- 錦見映理子
- 仁志耕一郎
- 西崎憲
- にしざきしげる
- 西沢正太郎
- 西澤裕子
- 西澤保彦
- 西式豊（にししきゆたか）
- 西津弘美（にしずひろみ）
- 西谷史
- 西田稔
- 西東子（にしとうこ）
- 仁科裕貴
- 西野かつみ
- 西野花
- 西野向日葵（にしのひまわり）
- 西原康
- 西村京太郎
- 西村健
- 西村賢太
- 西村滋
- 西村寿行
- 西村文宏
- 西村望
- 西村悠
- 西村祐見子（にしむらゆみこ）
- 西村亮太郎（にしむらりょうたろう）
- 西本秋
- 西本鶏介
- 西山暁乃亮
- 西山敏夫
- 似鳥鶏
- 二反長半
- 新田一実
- 新田次郎
- 仁田義男
- 弐藤水流
- 一肇
- 二宮敦人
- 二宮隆雄（にのみやたかお）
- 二宮由紀子
- 二丸修一
- 耳目口司（にめぐちつかさ）
- 楡井亜木子
- 楡周平
- 丹羽文雄
- 人間六度

### ぬ
- ぬー
- 額賀澪
- 額田六福
- 貫名駿一
- 貫井徳郎
- 沼正三
- 沼田真佑
- 沼田まほかる
- 沼田陽一

### ね
- 猫石（ねこいし）
- 猫神信仰研究会→渡瀬草一郎を参照
- ネコ光一（ねここういち）
- 猫砂一平
- 子子子子子子子
- 猫田佐文（ねこたさもん）
- 猫田しゅばる
- 猫之宮折紙
- 猫又ぬこ（ねこまたぬこ）
- 猫森夏希
- 音子巽
- ねじめ正一
- 根津潤太郎（ねずじゅんたろう）
- 寝舟はやせ（ねふねはやせ）
- 根本宗子
- 根本聡一郎（ねもとそういちろう）
- 根本美佐子
- 年中麦茶太郎

### の
- 野阿梓
- 能坂利雄
- 野上弥生子
- 野口すみ子（のぐちすみこ）
- 野口卓
- 野口冨士男
- 野坂昭如
- 野﨑透
- 野﨑まど
- 野崎六助
- 野里征彦
- 野沢尚
- 野島けんじ
- 能島廉
- 野尻抱介
- 野城亮
- 望公太
- 野田昌宏
- 野長瀬正夫
- 野中ともそ
- 野中春樹（のなかはるき）
- 野中柊
- 野中美里
- 乃南アサ
- 野々井透
- 野々宮ちさ
- 野原野枝実→桐野夏生を参照
- 野火晃
- 信国遙（のぶくにはるか）
- 野辺地天馬
- 延野正行
- 信原潤一郎（のぶはらじゅんいちろう）
- 野間宏
- 野溝七生子
- 野見山潔子
- 野宮有
- 野村胡堂
- 野村尚吾
- 野村敏雄
- 乃村波緒（のむらなみお）
- 野村正樹
- 野村美月
- 野村行央（のむらゆきお）
- 野本瑠美（のもとるみ）
- 乗代雄介
- 法月綸太郎
- 野梨原花南
- 野呂邦暢

## は行

### は
- ハーーナ殿下
- バーバラ片桐（ばーばらかたぎり）
- 灰崎抗
- 灰谷健次郎
- 灰原とう
- 灰芭まれ（はいばまれ）
- 萩耿介
- 伯方雪日
- 鋼屋ジン
- 萩鵜アキ
- 萩尾農（はぎおみのり）
- 萩原麻里
- 萩原葉子
- 獏不次男
- 幕霧映
- 羽沢向一
- 葉治英哉
- 橋口いくよ
- 橋爪彦七（はしずめひこしち）
- 土師清二
- 橋田壽賀子
- 橋村空
- 橋本治
- 橋本純
- 橋元淳一郎
- 橋本長道
- 橋本ときお
- 橋本紡
- 羽志主水
- 蓮見恭子
- 長谷一樹
- 長谷敏司
- 馳星周
- 長谷川海太郎
- 長谷川勝己
- ハセガワケイスケ
- 長谷川時雨
- 長谷川集平
- 長谷川伸
- 長谷川摂子
- 長谷川卓
- 長谷川つとむ
- 長谷川菜穂子
- 長谷川昌史
- はせがわみやび
- 長谷川夕（はせがわゆう）
- 長谷川潾次郎
- 長谷健
- 支倉凍砂
- 馳月基矢
- ハセベバクシンオー
- 羽田圭介
- 畠中恵
- 秦恒平
- はたたかし
- 秦建日子
- 秦野宗一郎
- 畑野智美
- 波多野鷹
- 畑正憲
- 葉多黙太郎（はたもくたろう）
- 秦本幸弥（はたもとゆきや）
- 畑山博
- 畑裕子
- 羽太雄平
- 蜂飼耳
- 八針来夏
- 八目迷
- 蜂屋誠一
- 八谷紬（はちやつむぎ）
- 蜂谷涼
- 初枝れんげ
- 葉月双
- 葉月奏太（はづきそうた）
- 服部真澄
- 服部まゆみ
- 初野晴
- 初美陽一
- 鳩見すた
- 鳩村衣杏（はとむらいあん）
- 花井愛子
- 花井良智（はないよしとも）
- 華岡紫陽（はなおかしよう）
- 花岡大学
- 花形惠子
- 花形みつる
- 花果唯
- 華城文子
- 花田一三六（はなだいさむ）
- 花田清輝
- 縹けいか
- 花田十輝
- 花花まろん
- 花房観音
- 花房牧生
- 花間燈
- 華宮らら
- 花邑薫
- 花村奨
- 花村萬月
- 花本ロミオ
- 花家圭太郎
- 埴谷雄高
- 羽生田敏
- 羽生まゆみ
- 翅田大介
- 羽田奈穂子
- 羽野蒔実（はのまきみ）
- 馬場翁
- 羽場博行
- 帚木蓬生
- 馬場孤蝶
- 馬場祥弘
- 羽生道英
- 濱尾四郎
- 濱岡稔（はまおかみのる）
- 浜尾まさひろ
- 濱嘉之
- 浜尾四郎
- 浜崎達也
- 浜たかや
- 浜田けい子
- 浜田広介
- 葉真中顕
- 浜野えつひろ（はまのえつひろ）
- 濱野京子
- 浜野卓也
- はままさのり
- はまみつを
- はむばね
- 葉村哲
- 葉室麟
- 早狩武志
- 早川大介
- 早坂暁
- 早坂吝
- 早坂倫太郎（はやさかりんたろう）
- 林郁
- 林えり子
- 林京子
- 林譲治
- 林信吾
- 林多加志（はやしたかし）
- 林巧
- 林トモアキ
- 林望
- 林葉直子
- 林房雄
- 林不忘→長谷川海太郎を参照。
- 林芙美子
- 林真理子
- 林泰広
- 早瀬詠一郎（はやせえいいちろう）
- 早瀬耕
- 早瀬マサト
- 早瀬みづち
- 早瀬乱
- 早矢塚かつや
- 早船ちよ
- 羽山誓
- 葉山透
- 羽山信樹
- 葉山嘉樹
- 早見和真
- 速水秋水
- 早見俊
- はやみねかおる
- 早見裕司→早見慎司を参照
- 原浩（はらこう）
- 原進一
- 原宏一
- 原民喜
- 原田宇陀児
- 原田一美
- 原田源五郎
- 原田孔平（はらだこうへい）
- 原田皐月
- 原田真介（はらだしんすけ）
- 原田種夫
- 原田種眞
- 原田ひ香
- 原田宗典
- 原田マハ
- 原民喜
- 原田康子
- 原田八束（はらだやつか）
- はらだゆうこ
- 原中三十四
- はらまさかず
- はらみちを
- 原ゆたか
- 原尞
- 播磨龍次（はりまりゅうじ）
- パリュスあや子
- はるおかりの
- 遥士伸
- 春口裕子
- 春暮康一
- 春田モカ（はるたもか）
- 春畑行成
- 春間タツキ（はるまたつき）
- 春見朔子
- 春海水亭（はるみすいてい）
- 春山希義
- 磐紀一郎
- パンサー鈴木
- 幡大介
- 半田畔
- 番棚葵
- 半藤一利
- 坂東眞砂子
- 伴名練
- 半村良

### ひ
- 柊彼方
- 柊サカナ
- 柊晴空
- 柊★たくみ
- 柊悠哉
- 柊悠羅
- 火浦功
- 卑影ムラサキ
- 日影丈吉
- 東川篤哉
- 東君平
- 東多江子
- 東出祐一郎
- 東直子
- 東野圭吾
- 東峰夫
- 東山彰良
- 比嘉富子
- 比嘉智康
- 氷上恭子
- 干刈あがた
- 氷川透
- ひかわ玲子
- 氷川瓏
- ヒキタクニオ
- 樋口明雄
- 樋口一葉
- 樋口恭介
- 樋口茂子
- 樋口修吉
- 樋口京輔→上杉那郎を参照
- 樋口毅宏
- 樋口有介
- 日暮晶
- 日暮茶坊
- ひこ・田中
- 久青玩具堂（ひさおがんぐどう）
- 久生十蘭
- 火坂雅志
- 久木綾子（ひさきあやこ）
- 火崎勇（ひざきゆう）
- 久遠恵
- 久永実木彦
- 久野猛
- 久間十義
- 久弥直樹
- 久山秀子
- ひしいのりこ
- 土方鐵
- 菱川さかく（ひしかわさかく）
- 菱田愛日
- 聖龍人（ひじりりゅうと）
- 氷月葵（ひずきあおい）
- ひずき優
- 日高砂羽（ひだかさわ）
- 日高トモキチ
- 飛騨俊吾
- 氷高悠
- 肥田美代子
- ひちわゆか
- 羊太郎
- 羊山十一郎
- 日詰正文
- 秀章
- 人魚蛟司→羽沢向一を参照
- 日向まさみち
- 日向蓬
- 日向理恵子
- 火野葦平
- 日野瑛太郎（ひのえいたろう）
- 日之影ソラ
- 檜木田正史
- 日野啓三
- 照下土竜
- 日野草（ひのそう）
- 日野多香子
- 旭爪あかね
- 美唄清斗
- 雲雀湯
- 日比茂樹
- 響野夏奈
- 日比野コレコ
- 日比野士郎
- 日富美信吾
- 日部星花
- 日向奈くらら（ひむかなくらら）
- 氷室洸（ひむろこう）
- 氷室冴子
- 妃川螢（ひめかわほたる）
- 姫野カオルコ
- 姫ノ木あく
- 百田尚樹
- 日山尚
- 檜山良昭
- 日向旦
- 日向章一郎
- 日向仁（ひゅうがひとし）
- 日向夏
- 日向唯稀（ひゅうがゆき）
- 日向弓弦
- 兵頭一歩
- 日昌晶
- 平井和正
- 平井杏子
- 平井信作（ひらいしんさく）
- 平石貴樹
- 平井蒼太
- 平出修
- 平井晩村
- 平岩弓枝
- 平岡一二（ひらおかかつじ）
- 平岡陽明
- 平尾隆之
- 平尾正和
- 平方浩介
- 平川虎臣
- 平川弥太郎（ひらかわやたろう）
- 平坂読
- 平沢逸
- 平茂寛
- 平田駒
- 平田小六
- 平田俊子
- 平田ノブハル
- 平田真夫
- 平塚武二
- 平塚らいてう
- 平戸萌
- 平鳥コウ
- 平中悠一
- 平沼正樹（ひらぬままさしげ）
- 平野啓一郎
- 平野純
- 平野肇（ひらのはじめ）
- 平野靖士
- 平野洋子
- 平野零児
- 平林たい子
- 平林初之輔
- 平林彪吾
- 平林広人
- 平山寿三郎
- 平山瑞穂
- 平山三男
- 平山夢明
- 平山蘆江
- 平谷美樹
- 蛭田亜紗子
- 昼田弥子
- 比留間久夫
- 広井王子
- 広池秋子
- 広岡威吹
- 広岡友紀
- 広川純
- 弘前龍
- 広沢サカキ（ひろさわさかき）
- 廣島玲子
- 広瀬隆
- 広瀬正
- 広瀬ちひろ
- 広瀬司（ひろせつかさ）
- 広瀬寿子
- 広瀬仁紀
- 廣田衣世
- 広谷鏡子
- 広津和郎
- 弘津千代
- 広津柳浪
- ひろのみずえ
- ヒロハラノブヒコ
- 弘松涼
- 裕夢
- 広山義慶
- 日和聡子

### ふ
- フェイクドキュメンタリーQ
- 笛吹明生（ふえふきあきお）
- 深尾須磨子
- 深草螢五→村瀬輝光を参照
- 深沢七郎
- 深沢美潮
- 深沢恵
- 深沢梨絵
- 深田久弥
- 深田祐介
- 深津十一
- 深津望
- 深堀骨
- 深町秋生
- 深水聡之（ふかみさとし）
- 深緑野分
- 深見真
- 深水黎一郎
- 深谷晶子
- 深谷忠記
- 蕪木統文
- 吹上流一郎→北浜流一郎を参照
- 福明子
- 福井慶子
- 福井晴敏
- 福川祐司（ふくかわゆうじ）
- 福澤徹三
- 福士俊哉（ふくしとしや）
- 福島サトル
- 福島次郎
- 福島正実
- 福田栄一
- 福田和代
- 福田紀一
- 福田清人
- 福田庄助（ふくだしょうすけ）
- 福田隆浩
- 福田智弘
- 福田裕子
- 福田洋
- 福田誠
- ふくだももこ
- 福田悠
- 福谷修
- 福永信
- 福永武彦
- 福永挽歌
- 福永令三
- 福本和也
- 福本武久
- 伏（龍）
- 藤井清美
- 藤井邦夫
- 藤井重夫
- 藤石波矢
- 藤井太洋
- 藤井徹貫
- 藤井博吉（ふじいひろきち）
- 藤井素介
- 藤井論理
- 藤江じゅん
- 藤枝静男
- 藤岡改造
- 藤岡真
- 藤岡陽子
- 武鹿悦子
- 藤上貴矢→藤咲あゆなを参照
- 藤川桂介
- 藤川幸之助
- 藤木稟
- 藤口透吾
- 藤咲あゆな
- 藤崎和男
- 藤崎彩織→Saoriを参照
- 藤崎翔
- 藤崎慎吾
- 藤崎都
- 藤崎康夫
- 藤咲淳一
- 藤沢周
- 藤沢周平
- 藤澤さなえ
- 藤澤清造
- 藤沢衛彦
- 藤重ヒカル
- 藤代泉
- 藤白圭
- 藤田五郎
- 藤田祥平
- 藤田圭雄
- 藤谷ある
- 藤田のぼる
- 藤田博保
- 藤田雅矢
- 藤田宜永
- 藤谷治
- 藤谷文子
- 藤ダリオ
- 藤浪智之
- 藤野可織
- 藤ノ木陵（ふじのきりょう）
- 藤野千夜
- 椹野道流
- 藤野恵美
- 藤春都
- 藤牧久美子（ふじまきくみこ）
- 藤真知子
- 富士正晴
- 藤まる
- 伏見丘太郎
- 伏見京
- 伏見健二
- 伏見完
- 伏見つかさ
- 藤水名子
- 伏見ひろゆき
- 藤村いずみ
- 藤村正太
- 藤村裕香（ふじむらひろか）
- 藤村与一郎（ふじむらよいちろう）
- 藤本義一
- 藤本圭（ふじもとけい）
- 藤本恵子
- 藤本泉
- 藤本尚子
- 藤本ひとみ
- 冨士本由紀
- 藤原伊織
- 藤原一生
- 藤原宰太郎
- 藤原審爾
- 藤原京
- 藤原てい
- 藤原智美
- 藤原緋沙子
- 藤原眞莉
- 藤原無雨
- 藤原祐
- 伏瀬
- 布施文章
- 二葉亭四迷
- 淵井鏑
- FUNA
- 舟木重信
- 船木枳朗
- 船越百恵
- 舟崎泉美
- 舟崎克彦
- 舟崎靖子
- 船戸与一
- 舟橋聖一
- 船山馨
- 船山春子
- ぷにちゃん
- 風吹望
- ぷぺんぱぷ
- 冬木弦堂
- 冬樹忍
- 冬木冬樹
- 冬月いろり（ふゆつきいろり）
- ふゆの仁子
- 冬原パトラ
- 鰤/牙
- 古市憲寿
- 古井由吉
- 古内一絵
- 古川薫
- 古川さとし
- 古川春秋
- 古川珠実
- 古川日出男
- 古川真人
- 古沢元
- 古田足日
- 降田天
- 古野まほろ
- 古橋秀之
- 古宮九時
- 古屋健三
- 古山高麗雄
- ブロッコリーライオン
- 不破悠
- 分玉雨音（ぶんぎょくあまね）
- ぶんころり

### へ
- べあ姫→吉月生を参照
- 塀流通留
- 別所真紀子（べっしょまきこ）
- 別役実
- 別唐昌司
- ベニー松山
- 辺見じゅん
- 辺見庸
- 片理誠

### ほ
- 坊木椎哉（ぼうきしいや）
- 法坂一広
- 北城小路（ほうじょうこうじ）
- 方丈貴恵
- 北条民雄
- 法条遙
- 北條文緒
- 北条裕子
- 訪星珠
- 甫木元空
- 保木本佳子
- 保坂和志
- 星あかり
- 星家なこ
- ほしおさなえ
- 穂史賀雅也
- 星川清司
- 星崎崑
- 星新一
- 星空めてお
- 星田三平
- 保科昌彦
- 星野彼方
- 星野智幸
- 星野ぴあす（ほしのぴあす）
- 星野聖（ほしのひじり）
- 星野舞夜
- 星野亮
- 星香典
- 星亮一
- 細井和喜蔵
- 細江ひろみ
- 細田源吉
- 細田民樹
- 細田守
- 穂高順也
- 穂田川洋山
- 穂高明
- 穂田川洋山
- 堀田あけみ
- 堀田善衛
- 穂積驚
- 穂波了
- 堀晃
- 堀井拓馬
- 堀内公太郎
- 堀内純子
- 堀江敏幸
- 堀江朋子
- 堀尾青史
- 堀和久
- 堀川アサコ
- 堀米薫（ほりごめかおる）
- 堀辰雄
- 堀直子（ほりなおこ）
- 堀寿子
- 本郷純子（ほんごうじゅんこ）
- 本沢みなみ
- 本庄慧一郎
- 本庄咲貴（ほんじょうさき）
- 本城雅人
- 本城美智子
- 本庄睦男
- 本所次郎
- 本多明（ほんだあきら）
- 本田緒生
- 本多孝好
- 本田透
- 誉田哲也
- 本田透
- 本田晴巳（ほんだはるみ）
- 本田美禅
- 誉田龍一
- 本保智（ほんぽさとる）
- 本間田麻誉
- 本間洋平

## ま行

### ま
- 真朝ユヅキ
- 舞岡淳（まいおかじゅん）
- 舞阪洸
- 舞城王太郎
- 舞条弦
- 舞麗辞
- まいん
- 前川麻子
- 前川梓
- 前川康男
- 前川裕
- 前島不二雄
- 前田晁
- 前田河広一郎
- 麻枝准
- 前田曙山
- 前田珠子
- 前田隆壱
- 前橋梨乃
- 槙尾栄
- 牧逸馬→長谷川海太郎を参照。
- 蒔岡雪子
- 巻左千夫
- 牧瀬かおる
- 真木武志
- 牧田真有子
- 牧南恭子
- 牧野礼
- まきのえり
- 牧野修
- 牧野圭祐
- 牧野信一
- 牧野節子
- 牧野夏子
- 牧原辰（まきはらたつ）
- 牧原のどか
- 牧秀彦
- 牧村泉
- 牧村一人
- 牧村僚
- 万城目学
- 槇本楠郎
- 牧屋善三
- 麻城ゆう
- 柾悟郎
- まさきとしか
- 真崎ひかる（まさきひかる）
- 柾木政宗
- 真樹操（まさきみさお）
- マサト真希
- 正宗白鳥
- 正本ノン
- 真尾悦子
- 益子昌一
- 真下みこと
- 真島文吉
- 馬路まんじ
- 真下五一
- 真代屋秀晃
- 升井純子（ますいじゅんこ）
- 真杉静枝
- 増子二郎
- 増島拓哉
- 増田貴彦
- 増田俊也
- 桝田省治
- 増田みず子
- 又吉栄喜
- 又吉直樹
- 町井登志夫
- 町田康
- 町田そのこ
- 待田堂子
- 町田富男
- 町屋良平
- 松井永人→松井計を参照
- 松井今朝子
- 松居スーザン
- 松居直
- 松居友
- 松井雪子
- 松井玲奈
- 松浦行真
- 松浦節（まつうらたかし）
- 松浦健郎
- 松浦千恵美
- 松浦寿輝
- 松浦理英子
- 松岡一枝（まつおかかずえ）
- 松岡享子
- 松岡圭祐
- 松岡弘一
- 松岡悟
- 松岡達英
- 松岡裕太（まつおかゆうた）
- 松尾潔
- 松尾清貴
- 松尾佑一
- 松尾由美
- 松尾依子
- 松枝蔵人
- 松樹剛史
- 松木麗→佐々木知子を参照
- 松阪忠則
- 松崎詩織
- 松崎哲久
- 松崎洋
- 松崎有理
- 松下寿治
- 松下昇
- 松下麻理緒
- 松下竜一
- 松平龍樹
- 松田青子
- 松田瓊子
- 松田幸緒
- 松田志乃ぶ（まつだしのぶ）
- 松田十刻
- 松田司郎
- 松田解子
- 松谷みよ子
- 松田美智子
- 松田道弘
- 松富かおり
- 松智洋
- 松永延造
- 松永義弘
- 松浪和夫
- 松波治郎
- 松成真理子（まつなりまりこ）
- 松野秋鳴
- 松野大介
- 松野正子
- 松乃藍（まつのらん）
- 松林清明（まつばやしきよあき）
- 松葉屋なつみ
- 松原一枝
- 松原きみ子（まちばらきみこ）
- 松原秀行
- 松原真琴
- 松原至大
- 松原由美子
- 松原好之
- 松久淳
- 松宮宏
- 松村栄子
- 松村比呂美
- 松村美香
- 松村喜雄
- 松村涼哉
- 松本明
- 松本寛大
- 松本恵子
- 松本賢吾（まつもとけんご）
- 松本幸子（まつもとさちこ）
- 松本茂樹（まつもとしげき）
- 松本清張
- 松本泰
- 松本孝
- 松本徹
- 松本利昭
- 松本富生
- 松本晴子
- 松本匡代
- 柗本保羽
- 松本侑子
- 松本祐子
- 松本裕二（まつもとゆうじ）
- 松山剛
- 松山みずき（まつやまみずき）
- 松幸かほ（まつゆきかほ）
- 松りんこ
- 円居挽
- まど・みちお
- 間中ケイ子（まなかけいこ）
- 真鍋和子（まなべかずこ）
- マナベスグル
- 真鍋元之
- まなべゆきこ
- 真野さよ
- 真野ひろみ（まのひろみ）
- まはら三桃
- 間宮改衣
- 間宮夏生
- 間宮茂輔
- 麻宮ゆり子
- 真門浩平（まもんこうへい）
- 麻耶十郎→佐山哲郎を参照
- 麻耶雄嵩
- 真山仁
- 真山青果
- 眉村卓
- 眉山さくら（まゆやまさくら）
- マライヤ・ムー→藤原無雨を参照
- 真梨幸子
- 馬里邑れい
- 丸井祐子（まるいひろこ）
- まるいゆり
- 丸岡大介
- 丸川賀世子
- 丸木文華
- 丸戸史明
- 丸茂ジュン
- 丸谷才一
- 丸山くがね
- 丸山健二
- 丸山天寿
- 丸山英人
- 丸山正樹
- 丸山政也
- 円山まどか
- 円山夢久（まるやまむく）
- 丸山義二
- 満月照子
- 萬造寺齊

### み
- 三浦綾子
- みうらかれん
- 三秋縋
- 三浦明博
- 三浦綾子
- 三浦勇雄
- 三浦朱門
- みうらじゅん
- 三浦しをん
- 三浦崇典（みうらたかのり）
- 三浦徹也
- 三浦哲郎
- 三浦藤作
- 三浦俊彦
- 三浦真奈美
- 三浦良
- みおちづる
- 美嘉
- 三日木人
- 御影
- 御影瑛路
- みかづき紅月
- 三門鉄狼
- 三上洸
- 三上延
- 三上於菟吉
- 三上慶子
- 三上幸四郎
- みかみてれん
- 三上康明
- 未上夕二
- 美川きよ
- 三河ごーすと
- 三川みり（みかわみり）
- 深木章子
- 三木一郎（みきいちろう）
- 三木蒐一
- 三木笙子
- 三木澄子
- 三木卓
- 三木なずな
- 三木原慧一（みきはらけいいち）
- 御木宏美（みきひろみ）
- 御木本あかり（みきもとあかり）
- 三木三奈
- 三木遊泳
- 汀こるもの
- 美紅
- 三國青葉
- 三国陣
- 三国美千子
- 三国洋子
- 三雲岳斗
- 御厨明
- 三坂しほ（みさかしほ）
- 三崎亜記
- 岬兄悟
- 岬鷺宮
- 箕崎准
- 三咲光郎
- 美咲凌介
- 三沢陽一
- 三島浩司
- 三島霜川
- 三島正
- 三島佑一
- 三島由紀夫
- 三嶋与無
- 美城圭（みしろけい）
- 水芦光子
- 水市恵
- 水落晴美
- 水上準也（みずかみじゅんや）
- 水上勉
- 水上不二
- 水城正太郎
- 水生大海
- 水月真兎（みずきまと）
- 水城雄
- 水木楊
- 水樹和佳子
- 水口敬文
- 水沢秋生
- 水沢あきと
- 水沢史絵
- 水沢夢
- 水島あやめ
- 瑞嶋カツヒロ
- 水島忍（みずしましのぶ）
- 水嶋元（みずしまはじめ）
- 水嶋ヒロ
- 水田勁（みずたけい）
- 水田南陽
- 水谷準
- 水谷不倒
- 水谷まさる
- 水田美意子
- 瑞智士記
- 水藤春夫
- 水庭れん（みずにわれん）
- 水野梓→鈴木あづさを参照
- 水野敬也
- 水野仙子
- 水乃夢端
- 水野宗徳
- みずのまい
- 水野泰治
- 水野良
- 水原佐保
- 水原秀策
- 水原とほる（みずはらとほる）
- 水藤朋彦
- 三角寛
- 水見稜
- 水村美苗
- 未須本有生
- 水杜明珠
- 水守糸子（みずもりいとこ）
- 水守亀之助
- 水森サトリ
- 瑞山いつき
- 溝江玲子（みぞえれいこ）
- 溝口貴紀
- 溝口智子
- 海空りく
- 美田徹（みたとおる）
- 三谷秀治
- 三田華子
- 三田誠広
- 三田村志郎（みたむらしろう）
- 三田村信行
- 三田菱子
- 道井直次
- 道尾秀介
- 路生よる（みちおよる）
- 三津麻子（みつあさこ）
- 光石介太郎
- 三石由起子
- 三井哲夫
- 三井ふたばこ
- 光岡明
- 光丘真理
- 深月久遠
- 三津木春影
- 三越左千夫
- 満坂太郎
- みづしま志穂
- 光瀬龍
- 三津田信三
- 三橋一夫
- 三羽省吾
- 光原百合
- 光益公映
- 光本正記
- 光吉夏弥
- 水戸泉
- 御堂志生
- 御堂乱
- 三戸岡道夫
- 緑川聖司
- みどりゆうこ
- 美奈川護
- 水上滝太郎
- 水上洋子
- 水上ルイ
- 水上呂理
- 皆川博子
- 美奈川護
- 皆川ゆか
- 水無瀬さんご
- 水瀬葉月
- 南園律
- 湊かなえ
- 湊邦三
- 湊利記
- 港瀬つかさ
- 南海遊
- 南綾子
- 南川潤
- 南杏子
- 南澤径（みなみさわけい）
- 南沢十七
- 見波タクミ
- 三並夏
- 南野雪花
- 南英男
- 水壬楓子
- 南洋一郎
- 水沫流人
- 峰桐皇（みねぎりこう）
- 峰守ひろかず
- 峰隆一郎
- 見延典子
- 三野正洋
- みのろう
- 簑輪諒
- 三萩せんや
- 三原みつき
- みぶまさよし
- 美帆
- 三村竜介
- ミヤ
- 雅孝司
- 宮内寒弥
- 宮内悠介
- 宮尾登美子
- 宮ケ瀬水
- 宮川ひろ
- 宮川ゆうこ（みやがわゆうこ）
- 宮木あや子
- 宮城賢秀
- 宮城谷昌光
- 宮口しづえ
- 三宅彰
- 三宅花圃
- 三宅孝太郎
- 三宅千代
- 三宅登茂子（みやけともこ）
- 三宅艶子
- 三宅知子（みやけともこ）
- 三宅やす子
- 宮崎湖処子
- 宮崎柊羽
- 宮崎誉子
- 宮崎惇
- 宮崎博史
- 宮崎学
- 宮崎夢柳
- 三屋咲ゆう
- 宮沢周
- 宮澤伊織
- 宮沢賢治
- 宮下恵茉
- 宮下和男
- 宮地佐一郎
- 宮下すずか
- 宮下奈都
- 宮下正美
- 宮地昌幸
- 宮下遼
- 宮島資夫
- 実弥島巧
- 宮島未奈
- 宮田亜佐
- 宮田俊哉
- 宮田光（みやたひかる）
- 宮田愛萌
- 宮地嘉六
- 宮寺清一
- 宮中雲子
- 宮西建礼
- 宮西真冬
- 宮ノ川顕
- 宮乃崎桜子
- 宮野村子（みやのむらこ）
- 宮原晃一郎
- 宮原豊
- 宮部みゆき
- 深山くのえ
- 深山森
- 三山進
- 深山亮
- 宮村優
- 宮村優子
- 宮本一毅（みやもとかずき）
- みやもとじゅん
- 宮本輝
- 宮本徳蔵
- 宮本紀子（みやもとのりこ）
- 宮本真生（みやもとまうい）
- 宮本昌孝
- 宮本延春
- 宮本幹也
- 宮本百合子
- 宮脇紀雄
- みゆ
- 深志美由紀
- 明神しじま
- 三好昌子
- 三好京三
- 三好十郎
- 三好徹
- みょん
- 未来人A（みらいじんえー）
- 美玲亜紀
- 美輪和音→大良美波子を参照
- 三輪太郎
- 三輪チサ
- 海羽超史郎
- 三輪裕子

### む
- 向井湘吾
- 霧海正悟
- 向谷匡史
- 椋鳩十
- 麦原遼
- 向田邦子
- 向山貴彦
- 武者一雄
- 武者小路実篤
- 睦月影郎
- 六塚光
- 六冬和生
- 宗方翔→石松愛弘を参照
- 棟田博
- 村岡圭三
- 村岡花子
- 村上一郎
- 村上玄一
- 村上元三
- 村上しいこ（むらかみしいこ）
- 村上知子
- 村上浪六
- 村上暢
- 村上春樹
- 村上康成
- 村上幸雄
- 村上龍
- 村上凛
- 村木明
- 村木美鈴（むらきみすず）
- 村木嵐
- 村雲菜月
- 紫式部
- 村咲数馬
- 村崎羯諦（むらさきぎゃてい）
- 紫大悟
- 村崎なぎこ
- 村崎友
- むらさきゆきや
- 村雨退二郎
- 村瀬継弥
- 村田喜代子
- 村田沙耶香
- 村田栞
- 村田基
- 村中李衣
- 村野民子
- 村松駿吉（むらまつしゅんきち）
- 村松春水
- 村松友視
- 村松梢風
- 村松喬
- 村松真理
- 村山槐多
- 村山籌子
- 村山早紀
- 村山知義
- 村山仁志
- 村山由佳
- 牟礼鯨
- 群ようこ
- 室井佑月
- 室生犀星
- 室園孝子
- 室谷守一
- 室積光
- 室伏きみ子
- 室山まゆみ

### め
- メイ
- 冥王まさ子
- 明鏡シスイ（めいきょうしすい）
- 明利英二
- メグリくくる
- 米津彬介（めずあきすけ）
- めたるぞんび
- 目取真俊
- 校條剛
- 綿涙粉緒

### も
- 茂市久美子
- 毛利志生子
- 最上一平
- 茂木宏子（もぎひろこ）
- 木犀あこ
- 木宮条太郎
- 物集和子
- 物集高音
- 望月充っ
- 望月あんね
- 望月くらげ（もちづきくらげ）
- 望月JET
- 望月拓海
- 望月武
- 餅月望
- 望月麻衣
- 望月正子
- 望月もらん
- 望月守宮
- 望月諒子
- 餅々ころっけ
- Mothy
- 本岡類
- 素九鬼子
- もとしたいづみ
- 元長柾木
- 本宮ことは
- 本山賢司
- 本山荻舟
- もとやまゆうほ
- 本谷有希子
- 百音
- モブ・ノリオ
- 桃井あん
- 桃華舞
- 百瀬しのぶ
- 百瀬明治
- 百瀬祐一郎
- 桃野雑派
- 森晶麿
- 森敦
- 森泉笙子
- 森一歩（もりいっぽ）
- 森内俊雄
- 森詠
- 森絵都
- 森鷗外
- 森岡浩之
- もりおみずき
- 森赫子
- 森川智喜
- 森久美子
- 森三郎
- 森沢明夫
- 森志げ
- 森下雨村
- 森下一仁
- 森下研
- 森下真理
- 森島いずみ
- 森純（もりじゅん）
- 森巣博
- 森青花
- 森泰三→森進一を参照
- 森田季節
- もりたけし
- 森田誠吾
- 森田草平
- 森忠明
- 森田たま
- 森達二郎（もりたつじろう）
- もりたなるお
- 森田素夫
- 森田雄蔵
- 森田陽一
- 盛田隆二
- 森月真冬
- 森月未向
- 森奈津子
- 森野一角
- 森野樹
- 森ノ薫（もりのかおる）
- 森宣子（もりのぶこ）
- 森橋ビンゴ
- 森バジル
- 森はな
- 森比佐志
- 森福都
- 森博嗣
- 森万紀子
- 森満喜子
- 森真沙子
- 森雅裕
- 森茉莉
- 森美樹
- 森深紅
- 森見登美彦
- 森村誠一
- 森村南（もりむらみなみ）
- 森本あき（もりもとあき）
- 森本繁（もりもとしげる）
- 森本ヤス子
- 森谷明子
- 森山光太郎（もりやまこうたろう）
- 森山茂里（もりやましげり）
- 森山赳志
- 森山東（もりやまひがし）
- 森山京
- 杜山悠（もりやまゆう）
- 森瑤子
- 森与志男
- 森りん（もりりん）
- 森禮子
- 諸井薫→本多光夫を参照
- 諸岡幸麿
- 諸尾拓（もろおたく）
- 諸口正巳
- 両角長彦
- 諸田玲子
- 諸星澄子
- 諸星崇
- 諸星悠
- 門前典之
- 門田充宏

## や行

### や
- やえがしなおこ
- 八重野統摩
- 矢神りな（やがみりな）
- 矢川澄子
- 八木詠美
- 八木圭一
- 八木沢里志
- 矢樹純
- 八木荘司
- 八木忠純（やぎただすみ）
- 八木田宜子
- 八木啓代
- 矢切隆之（やぎりたかゆき）
- 八切止夫
- 矢口敦子
- 薬丸岳
- 屋久ユウキ
- 矢崎藍
- 矢崎在美
- 矢崎節夫
- 矢島さら
- 矢島誠
- 矢島稔
- 八島游舷
- 矢城米花（やしろよねか）
- 夜州
- 安井健太郎
- 安岡章太郎
- 八杉将司
- 靖子靖史
- 安田依央
- 保高徳蔵
- 安田夏菜
- 保高みさ子
- 安田均
- 保田良雄
- 安戸悠太
- 安永明子（やすながあきこ）
- 保永貞夫
- 矢田挿雲
- 矢田津世子
- 夜田わけい
- 矢玉四郎
- 八街歩
- 八束澄子
- 矢月秀作
- 椰月美智子
- 谷津矢車
- 八柳誠（やつやなぎせい）
- 八剣浩太郎
- 柳内たくみ
- 柳井はづき（やないはづき）
- 柳内達雄
- 弥永英晃
- 柳川春葉
- 柳広司
- 柳蒼二郎
- 柳谷郁子
- 八薙玉造
- 柳野かなた
- 柳原慧
- 柳実冬貴
- やなぎやけいこ
- やなせたかし
- 矢野隆
- 矢野徹
- 矢野目源一
- やのゆい
- 矢野龍王
- 矢野龍渓
- 矢作俊彦
- 矢矧零士（やはぎれいじ）
- 八尋舜右
- 矢吹透
- 矢部嵩
- 矢部美智代
- やま
- 山藍紫姫子
- 山上安見子
- 山内マリコ
- 山内美樹子
- 山浦弘靖
- 山岡荘八
- 山岡ミヤ
- 山岡都
- 山尾悠子
- 山上龍彦 → 山上たつひこを参照。
- 山貝エビス
- 山形石雄
- 山上たつひこ
- 山川健一
- 山川進
- 山川方夫
- 山岸一章
- 山岸荷葉
- 山口陽
- 山口泉
- 山口恵以子
- 山口香
- 山口光一→逆山洋を参照
- 山口幸三郎
- 山口理
- 山口悟
- 山口節子
- 山口タオ
- 山口健
- 山口小夜（やまぐちさよ）
- 山口椿
- 山口なお美
- ヤマグチノボル
- 山口瞳
- 山口宏
- 山口雅也
- 山口ミネコ
- 山口優
- 山口裕一
- 山口勇子
- 山口洋子
- 山口芳宏
- 山崎巌
- 山崎貴
- 山崎豊子
- 山崎ナオコーラ
- 山崎晴哉
- 山崎もえ
- 山崎洋子
- 山崎マキコ
- 山崎洋子
- 山里るり（やまざとるり）
- 山沢晴雄
- 山路こいし
- 山下喬子
- 山下定
- 山下澄人
- 山下惣一
- 山下卓
- 山下貴光
- 山下明生
- 山下紘加
- 山下昌也
- 山下夕美子（やましたゆみこ）
- 山下利三郎
- 山科薫
- 山科誠
- 山白朝子→乙一を参照
- 山代巴
- 山田あかね
- 山田彩人
- 山田詩子
- 山田詠美
- 山田克郎
- 山田邦子
- 山田深夜
- 山田真哉
- 山田清三郎
- 山田太一
- 山田多賀市
- やまだともこ
- 山田智彦
- 山田典枝
- 山田野理夫
- 山田風太郎
- 山田正紀
- 山田真美
- 山田美妙
- 山田ミネコ
- 山田稔
- 山田宗樹
- 山田有
- 山田悠介
- 山田順子
- 山手樹一郎
- 山門敬弘
- 大和真也
- 矢的竜
- 山中利子
- 山中恒
- 山中峯太郎
- 山名美和子
- 山主敏子
- 山野浩一
- 山之口洋
- 山部京子
- 山村竜也
- 山村輝夫（やまむらてるお）
- 山村暮鳥
- 山村正夫
- 山村美紗
- 山室一広
- 山室有紀子
- 山本亜紀子（やまもとあきこ）
- 山本一力
- 山本悦子
- 山本音也
- 山本和夫
- 山本恵三（やまもとけいぞう）
- 山本兼一
- 山本甲士
- 山本巧次
- 山本周五郎
- 山本省三
- 山元泰生
- ヤマモトタケシ
- 山本忠敬
- 山本剛
- 山本渚
- 山本禾太郎
- 山本弘
- 山本藤枝
- 山本文緒
- 山本昌代
- 山本真理子
- 山本道子
- 山元護久
- 山本有三
- 山本幸久
- 山本瑤
- 弥生士郎
- 梁石日
- 楊逸

### ゆ
- クライン・ユーベルシュタイン
- 湯浅克衛
- 結衣
- 唯川恵
- 由比まき（ゆいまき）
- 柳美里
- 結城一美（ゆうきかずみ）
- 結城恭介
- 結城惺（ゆうきせい）
- 由布木皓人（ゆうきこうじん）
- 結城五郎
- 結城彩雨（ゆうきさいう）
- 結城聖
- 結城昌治
- 悠木シュン（ゆうきしゅん）
- 結城真一郎
- 夕木春央
- 結城昌子
- ゆうきみすず
- 結城充考
- 結城光流
- ゆうきゆう
- 釉木淑乃
- ゆうきりん
- 夕鷺かのう
- 裕時悠示
- 友麻碧
- 夕映月子（ゆえつきこ）
- 悠寐ナギ
- 夕蜜柑
- 床品美帆
- 湯川裕光（ゆかわひろみつ）
- 遊川ユウ（ゆかわゆう）
- 由紀かほる
- 雪川轍
- 由起しげ子
- ゆきた志旗（ゆきたしき）
- 雪富千晶紀
- 行友李風
- 行成薫
- 雪乃彩衣
- 雪野静
- ゆきの飛鷹
- 雪舟えま
- 遊佐真弘
- 柚木麻子
- 柚木象吉（ゆずきしょうきち）
- 柚木真理
- ゆずはらとしゆき
- 譲原昌子
- 柚月裕子
- 楪一志（ゆずりはいっし）
- 柚木空
- 柚木真理
- 由真直人
- 弓弦イズル
- 弓原望
- 夢乃愛子（ゆめのあいこ）
- 夢野久作
- 夢野さり（ゆめのさり）
- 夢枕獏
- 湯本明子
- 湯本香樹実
- 由良三郎
- ゆらひかる
- 友理潤
- 由利聖子

### よ
- 羊思尚生（ようしなおき）
- 永元千尋
- 横井康和
- 横沢彰
- 横関大
- 横田順彌
- 横田創
- 横谷輝
- 横塚光雄
- 横手美智子
- 横溝正史
- 横溝美晶（よこみぞよしあき）
- 横光利一
- 横森理香
- 横山信義
- 横山秀夫
- 横山北斗
- 横山美智子
- 横山充男
- 夜桜ユノ
- Yoshi
- 吉岡暁（よしおかさとし）
- 吉岡剛
- 吉岡平
- 吉岡道夫（よしおかみちお）
- 吉開那津子
- 吉上亮
- 吉川潮
- 吉川英治
- 吉川英梨
- 吉川トリコ
- 吉川永青
- 吉川良
- 吉川結衣
- 吉川良太郎
- 吉沢景介
- 義月粧子（よしずきしょうこ）
- 吉住侑子
- 吉田篤弘
- 吉田エン
- 吉田茄矢
- 吉田絃二郎
- 吉田甲子太郎
- 吉田定一
- 吉田修一
- 吉田直
- 吉田タキノ
- 吉田珠姫
- 吉田親司
- 吉田とし
- 吉田俊雄
- 吉田知子
- 吉田直美
- 吉田比砂子
- 吉田道子
- 吉田満
- 吉田桃子
- 吉田恭教
- 吉田悠軌
- 吉田雄亮（よしだゆうすけ）
- 吉田縁（よしだゆかり）
- 吉田与志雄
- 吉田玲子
- 吉月生
- よしながこうたく
- 吉永達彦（よしながたつひこ）
- 吉永南央
- 吉永みち子
- 吉野一穂
- 吉乃小麦子（よしのこむぎこ）
- 吉野源三郎
- 吉野賛十
- 吉野純雄
- 吉野匠
- 吉野光
- 吉野万理子
- 吉野やよい
- 吉橋道夫
- 吉原清隆
- 吉原忠男
- 吉原理恵子
- 誼阿古
- 吉見周子（よしみかねこ）
- 吉見マサノヴ
- 吉村証子
- 吉村昭
- 好村兼一
- 吉村正一郎（よしむらしょういちろう）
- 吉村達也
- 吉村萬壱
- 吉村康
- 吉村夜
- 吉村りりか
- 吉目木晴彦
- 吉本直志郎
- よしもとばなな（吉本ばなな）
- 吉元由美
- 吉屋信子
- 吉行エイスケ
- 吉行淳之介
- 吉行理恵
- 与田凖一
- 夜釣十六
- 米川みちこ
- 米窪満亮
- 米倉あきら
- 米澤穂信
- 米沢幸男（よねざわゆきお）
- 米田淳一
- 米田夕歌里
- 米原万里
- 米村圭伍
- 米村貴裕
- 米山公啓
- 詠坂雄二
- 依井貴裕
- 夜野せせり（よるのせせり）
- 吉原実

## ら行

### ら
- 来楽零
- loundraw
- らきるち
- 駱駝
- 楽月慎
- ＬA軍
- Last Note.
- 羅門祐人
- 蘭郁二郎
- 蘭光生→式貴志を参照
- 藍上陸（らんじょうりく）
- 藍銅ツバメ

### り
- リービ英雄
- 李丘那岐（りおかなぎ）
- 李恢成
- 六道慧
- 李琴峰
- 梨沙（りさ）
- リタ・ジェイ→インコさんを参照
- 理不尽な孫の手
- 理山貞二
- 龍一京
- 劉寒吉
- 隆慶一郎
- 竜騎士07
- 竜崎攻（りゅうざきおさむ）
- 龍胆寺雄
- 龍道真一（りゅうどうしんいち）
- 龍門主樹→松平龍樹を参照
- 領家高子
- 寮美千子
- リリーフランキー
- 凛
- Link→小春りんを参照

### る
- るーすぼーい
- 涙鳴（るいな）
- Luna
- 流庵（るあん）

### れ
- 澪亜（れいあ）
- 令丈ヒロ子
- 零余子（れいよし）
- leonn
- 連城三紀彦

### ろ
- Roy（ロイ）
- 芦花公園
- ろくごまるに
- 六青みつみ（ろくせいみつみ）
- 六堂葉月（ろくどうはづき）
- ロケット商会

## わ
- Y.A
- 若合春侑
- 若木未生
- 若桜拓海
- 若桜木虔
- 若城希伊子
- 若杉慧
- 若杉鳥子
- 若竹千佐子
- 若竹七海
- 若月香
- 若月京子（わかつききょうこ）
- わかつきひかる
- 若林真
- 若林つや
- 若林真紀
- 和ケ原聡司
- 若松賎子
- 若本イオリ（わかもといおり）
- わかやまけん
- 若山三郎
- 脇坂綾
- 和久峻三
- 和久田正明
- 和佐田道子
- 鷲尾雨工
- 鷲尾三郎
- 鷲田旌刀→宮崎岳志を参照
- 和田邦坊
- 和田登
- 和田はつ子
- 和田英昭（わだひであき）
- 和田真希
- 和田竜
- 渡瀬草一郎
- 渡辺温
- 渡辺一雄
- 渡辺喜恵子
- 渡辺球
- 渡辺啓助
- 渡辺浩弐
- 渡部狛
- 渡辺茂男
- 渡辺淳一
- 渡辺毅
- 渡邊利通
- 渡辺寿光（わたなべひさみつ）
- 渡辺裕之
- 渡辺房男
- 渡部正和（わたべまさかず）
- 渡辺まさき
- 渡辺麻実
- わたなべめぐみ
- 渡辺優
- 渡邊由自
- 渡辺由佳里
- 渡辺容子
- 渡邊璃生
- 渡辺龍二（わたなべりゅうじ）
- 渡辺わらん（わたなべわらん）
- 綿貫六助
- 綿矢りさ
- 渡川浩美
- 輪渡颯介
- わたりむつこ
- 渡航
- 渡海奈穂（わたるみなほ）
- 和智正喜
- 我鳥彩子
- 和巻耿介
- 笑うヤカン（わらうやかん）
- 童みどり（わらべみどり）
- 割内＠タリサ（わりないたりさ）